# Woldegk
Woldegk [ˈvɔldɛk] ist eine Landstadt im Landkreis Mecklenburgische Seenplatte im Südosten Mecklenburg-Vorpommerns. Sie ist Sitz des Amtes Woldegk, dem weitere sechs Gemeinden angehören. Seit dem 14. Juli 2008 führt Woldegk wegen seiner sechs historischen Windmühlen die Bezeichnung „Windmühlenstadt“. Der Ort ist ein Grundzentrum und liegt rund 25 km südöstlich des Oberzentrums Neubrandenburg. Woldegk war als Landstadt Teil der historischen Kulturregion Mecklenburg-Strelitz.

## Geografie

### Geografische Lage
Die Stadt liegt an der Grenze zum brandenburgischen Landkreis Uckermark im Grundmoränengebiet südlich der Helpter Berge. Mit über 100 m ü. NHN ist Woldegk einer der höchstgelegenen Orte Mecklenburg-Vorpommerns.

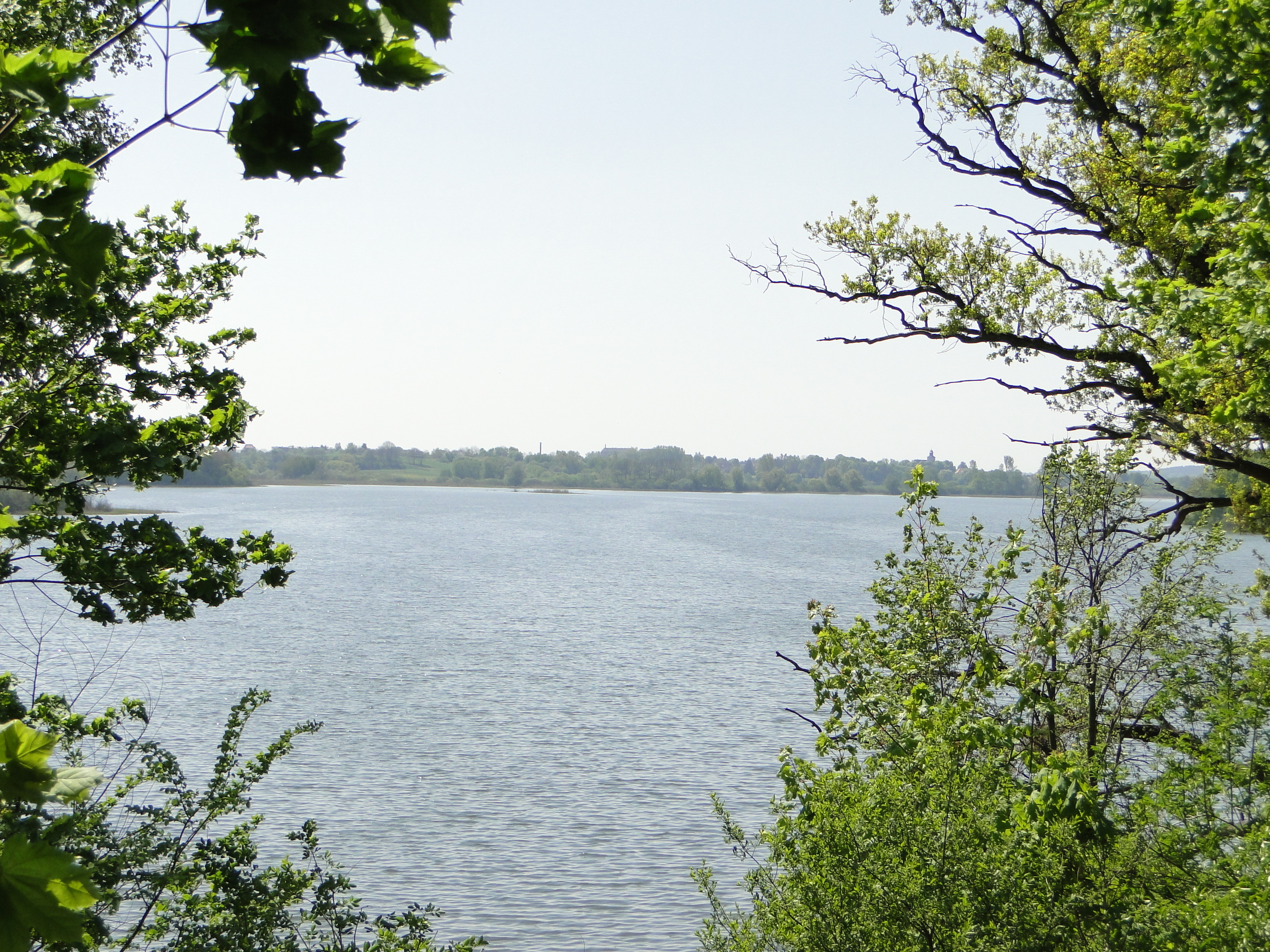
Dammsee im Ortsteil Hildebrandshagen
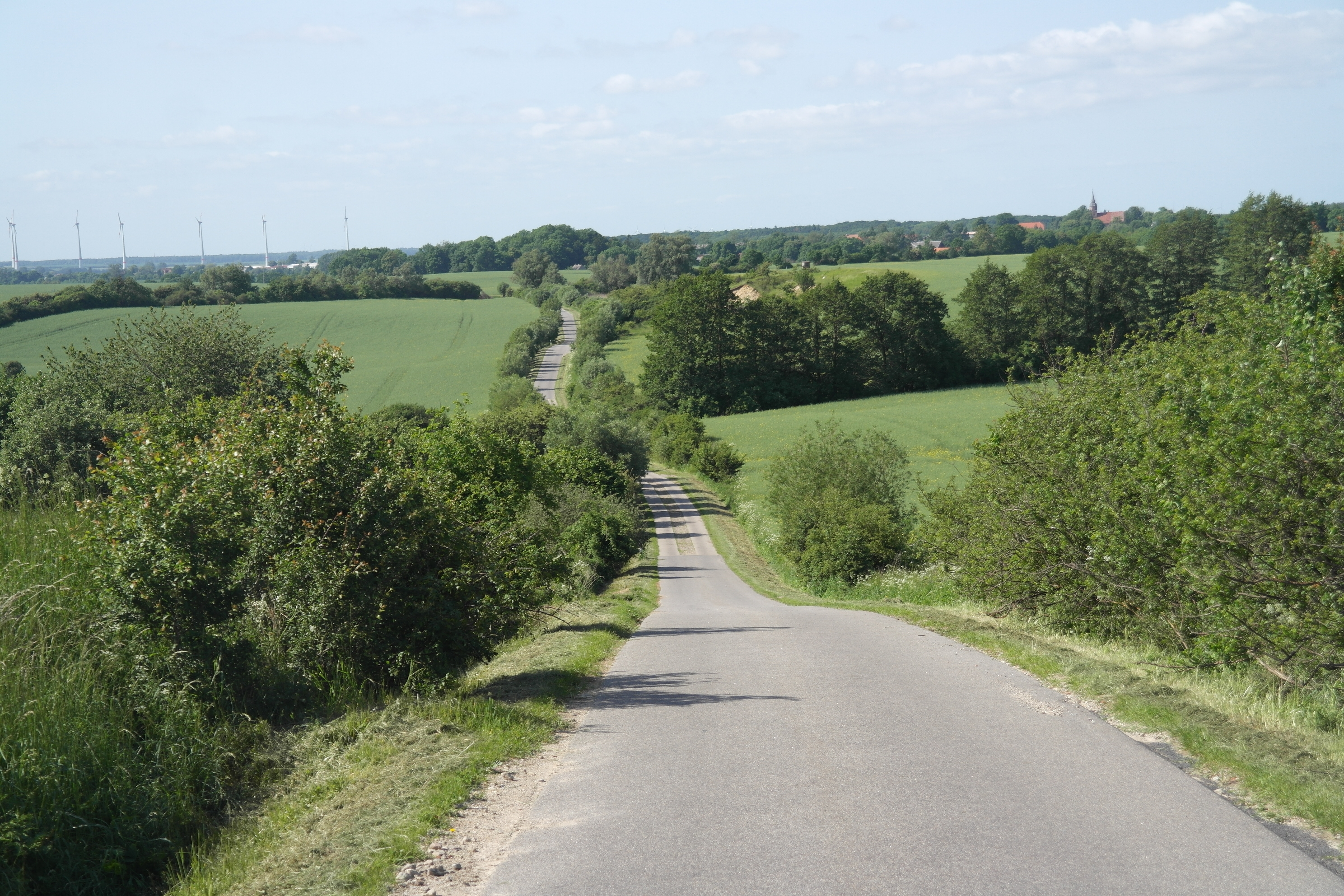
Straße in den Helpter Bergen
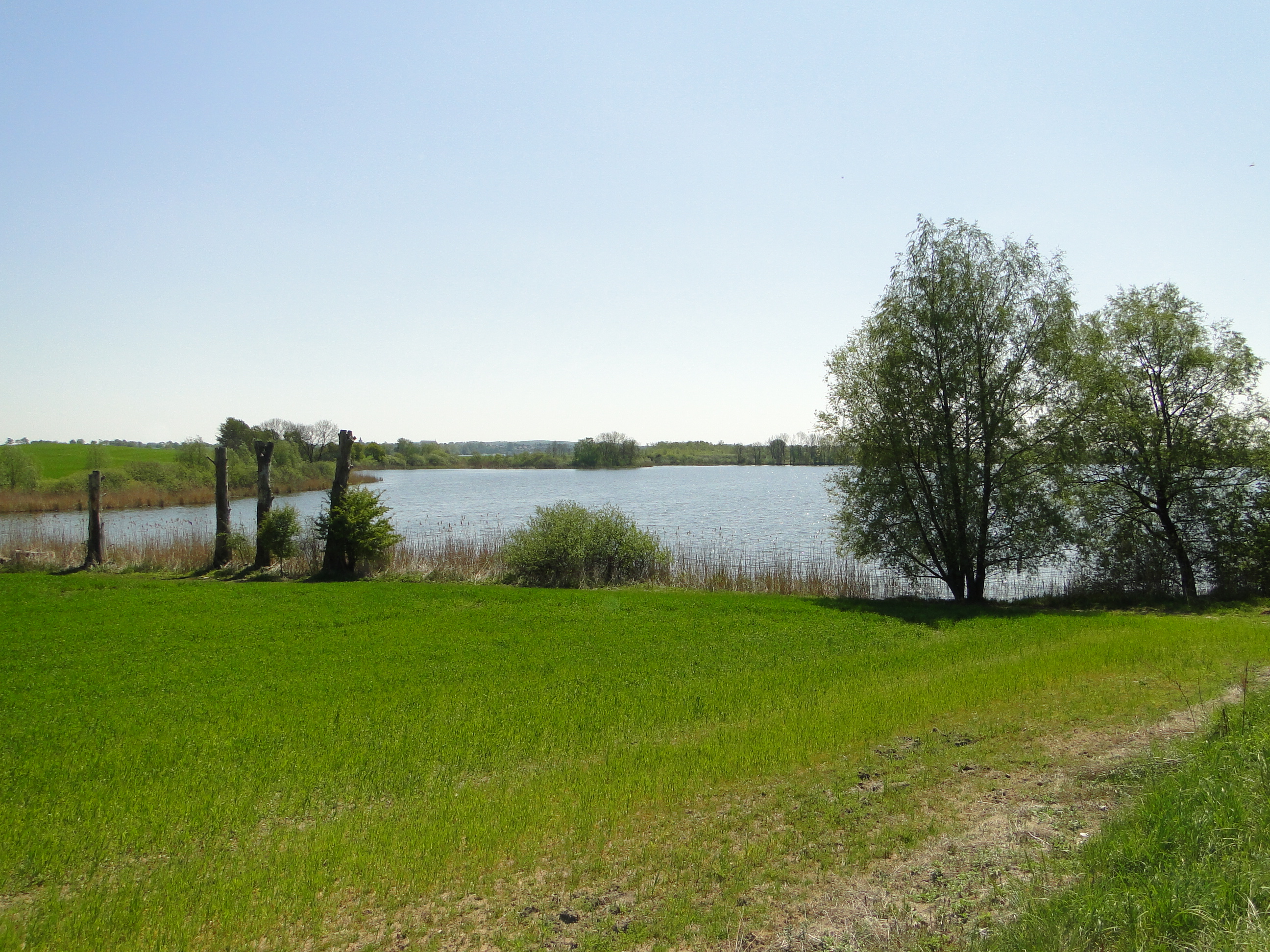
Kornowsee in Grauenhagen
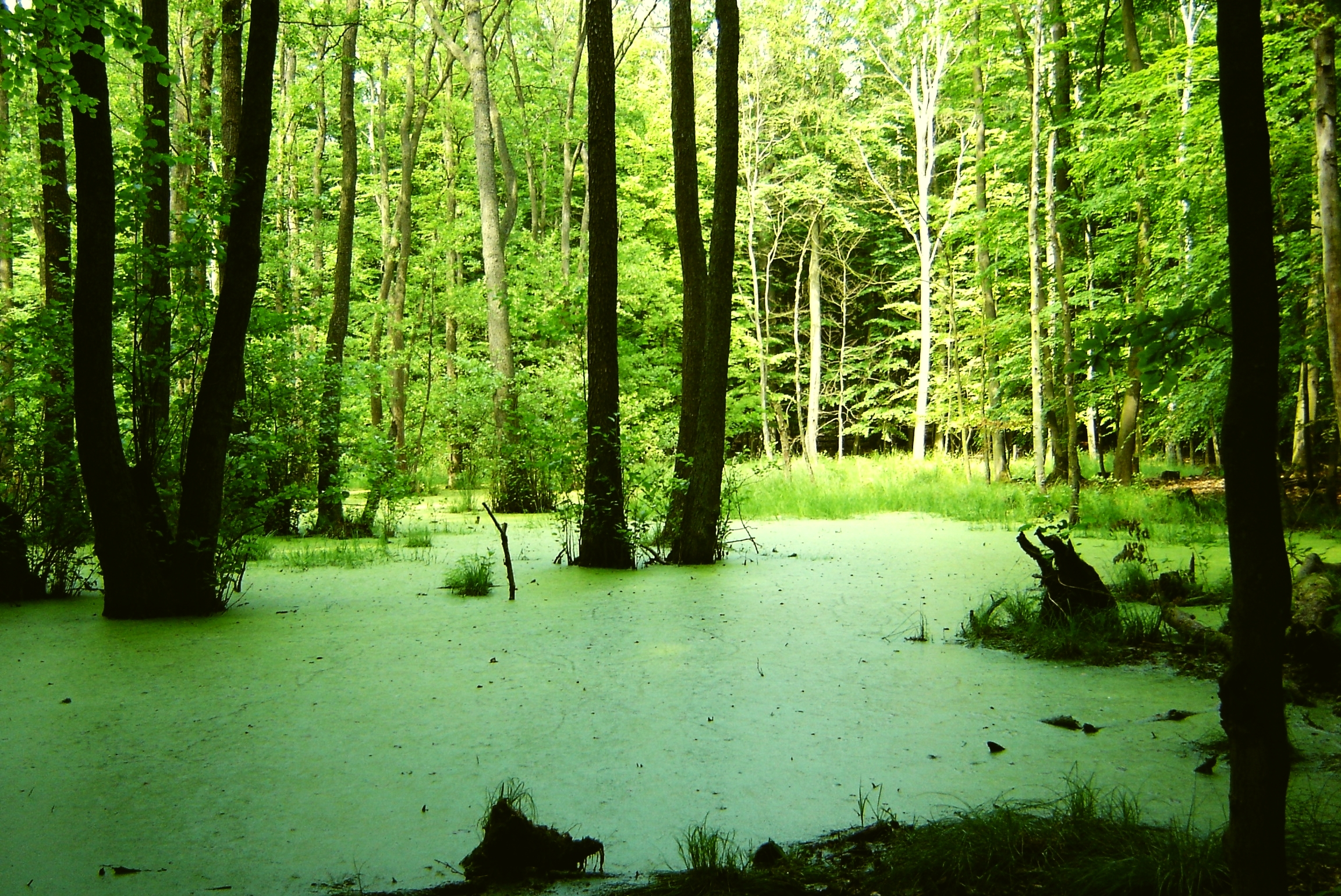
Hinrichshagener Wald

### Stadtgliederung
Die Stadt Woldegk besteht aus 19 Ortsteilen:
| - Bredenfelde - Canzow - Carlslust - Georginenau | - Göhren - Grauenhagen - Groß Daberkow - Helpt | - Hildebrandshagen - Hinrichshagen - Hornshagen - Mildenitz | - Oertzenhof - Oltschlott - Pasenow - Petersdorf | - Rehberg - Vorheide - Woldegk |

## Geschichte

### Name
Woldegk ist ein hochmittelalterlicher Burgname, der hochdeutsch als Waldeck(e) gedeutet werden kann. Der Name ist zusammengesetzt aus wold für Wald und egge oder egke für Ecke oder Kante. Eine Burg an der Spitze der Helpter Berge lag früher in einem waldreicheren Gebiet. Die Schreibweise änderte sich von de Woldegen (1230) de Woldegge (1271), Woldegge (1208) in Woldekke (1305) und Woldegge (1440).

### Gründung
Die Gründung der planmäßigen Siedlung wird in der Zeit zwischen 1236 und 1250 vermutet. Ein genaues Gründungsjahr ist für Woldegk nicht überliefert. Das erste Stadtwappen ist 1271 nachgewiesen und lässt eine brandenburgische Gründung vermuten.
Infolge der Heirat der Markgrafentochter Beatrix von Brandenburg mit Heinrich von Mecklenburg 1292 kam Woldegk als Teil der Herrschaft Stargard in die Hand der Fürsten, später (Groß-)Herzöge von Mecklenburg. 1298 wurde die Stadt als civitas erwähnt. Woldegk wurde Landstadt in Mecklenburg und als solche Teil der Städte im Stargardischen Kreis, die bis 1918 auf mecklenburgischen Landtagen der 1523 vereinten Landstände vertreten waren.

### Mittelalter

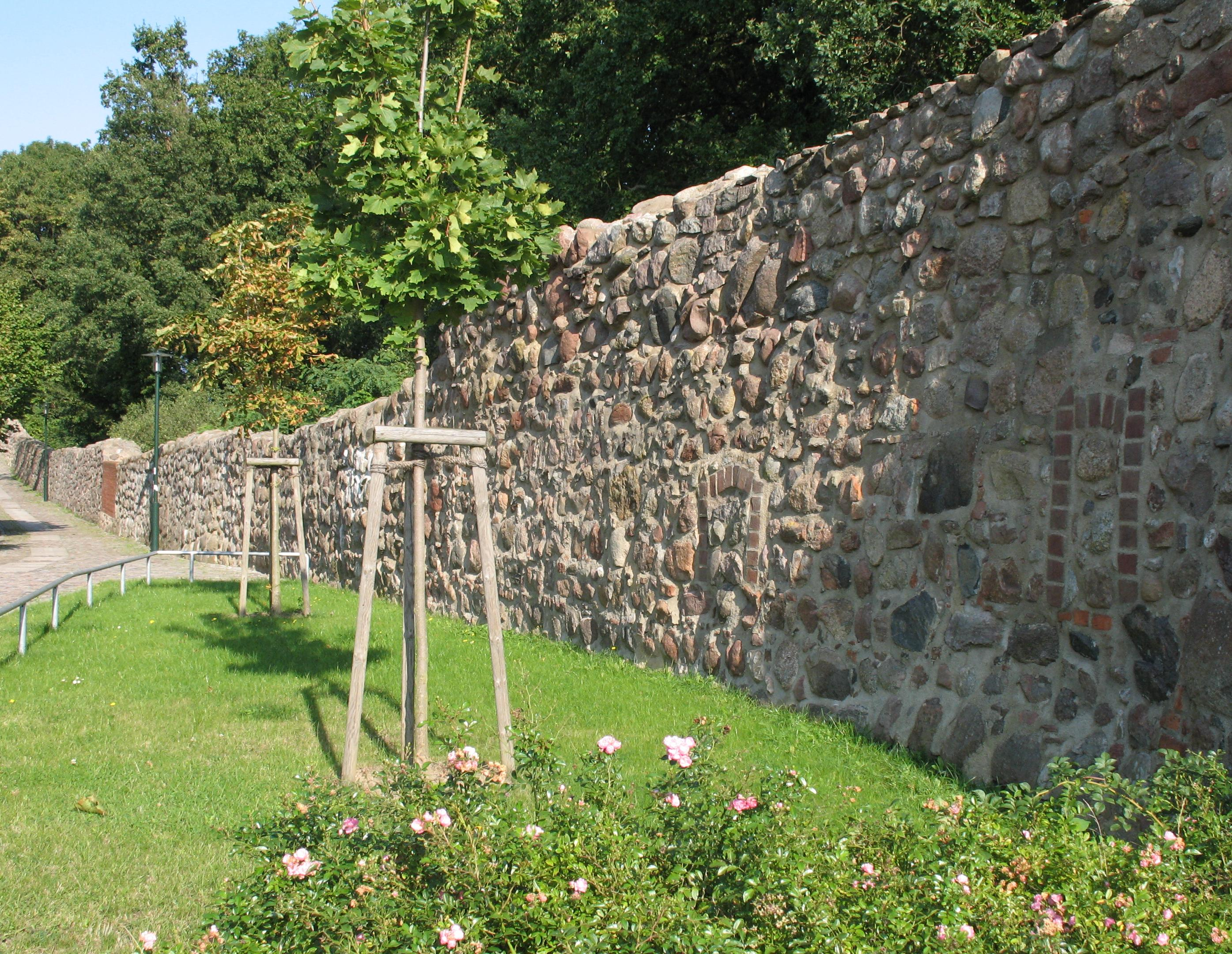
Stadtmauer (2009)

Woldegk wurde planmäßig rasterförmig mit einem ovalen Umriss angelegt.
Die frühgotische Stadtkirche entstand als Feldsteinbau in der zweiten Hälfte des 13. Jahrhunderts. Die Pfarrkirche St.-Petri wurde nach einem Brand von 1442 mit Backsteinen zu einer dreischiffigen Hallenkirche umgebaut. Sie wurde 1945 schwer zerstört und danach wieder aufgebaut. Sie erhielt 1955 statt eines Kreuzgewölbes eine flache Decke. Im 13/14. Jahrhundert wurde die Stadtmauer aus Feldsteinen mit drei Doppeltoren, Wiekhäusern, Wällen, Gräben und einem Fangelturm erbaut. Das erste Rathaus wurde 1378 erstmals erwähnt; es brannte wohl beim Stadtbrand von 1547 ab und wurde dann wieder aufgebaut.

### Neuzeit

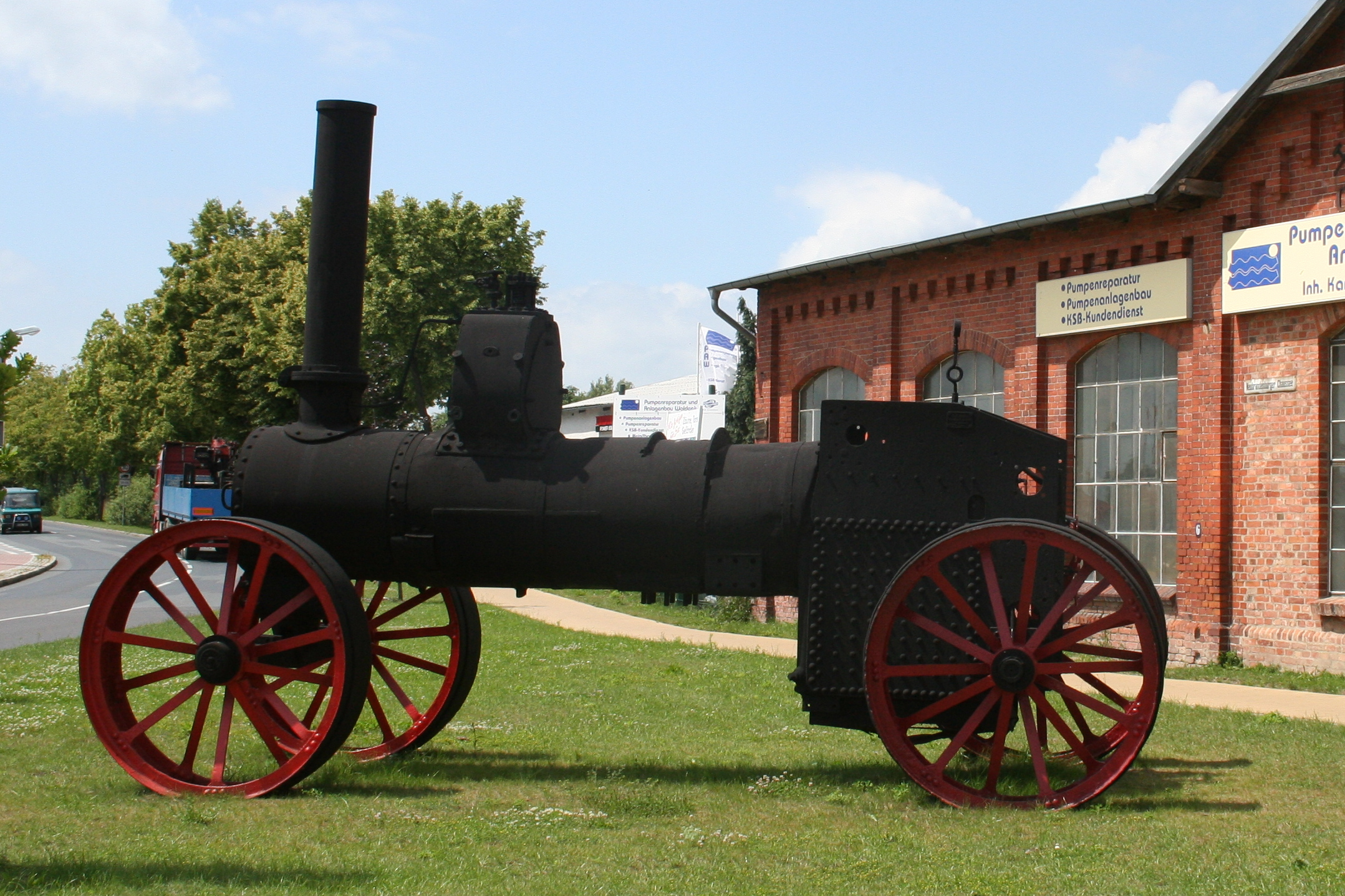
Dampffahrzeug der einstigen Woldegker Dampfpflug-Fabrik

Auf dem Mühlenberg entstand 1587 eine erste Bockwindmühle. 1635 waren in Woldegk vier Windmühlen verzeichnet, deren Zahl sich bis 1745 auf sieben erhöhte. Zwischen 1859 und 1893 wurden sechs Bockwindmühlen abgerissen und an ihrer Stelle Erdholländer-Windmühlen erbaut. Im Jahre 1701 kam die Stadt an das (Teil-)Herzogtum Mecklenburg-Strelitz. Das zweite barocke alte Rathaus von 1763 lag ursprünglich in der Mitte eines viereckigen, zentral gelegenen Marktplatzes. Am Ende des Zweiten Weltkriegs wurde es zerstört. Ab 1879 bestand das Amtsgericht Woldegk. Woldegk erlebte zwischen 1892 und 1912 einen wirtschaftlichen Aufschwung, verbunden mit dem Anschluss an die mecklenburgische Friedrich-Wilhelm-Eisenbahn durch die Woldegker Kleinbahn. In dieser Zeit wurden eine Zuckerfabrik, eine Dampfpflug-Fabrik, zwei Dampfziegeleien, ein Gaswerk und ein Wasserwerk in Woldegk erbaut.
Am 29. Juni 1764 wurde die Region Woldegk von einem verheerenden Tornado der in Deutschland selten vorkommenden Klasse F5 heimgesucht. Auf knapp 30 km Länge von Feldberg bis Helpt hinterließ der Wirbelsturm eine bis zu 900 m breite Schneise der Verwüstung. Woldegk selbst blieb verschont.

### Nach 1945

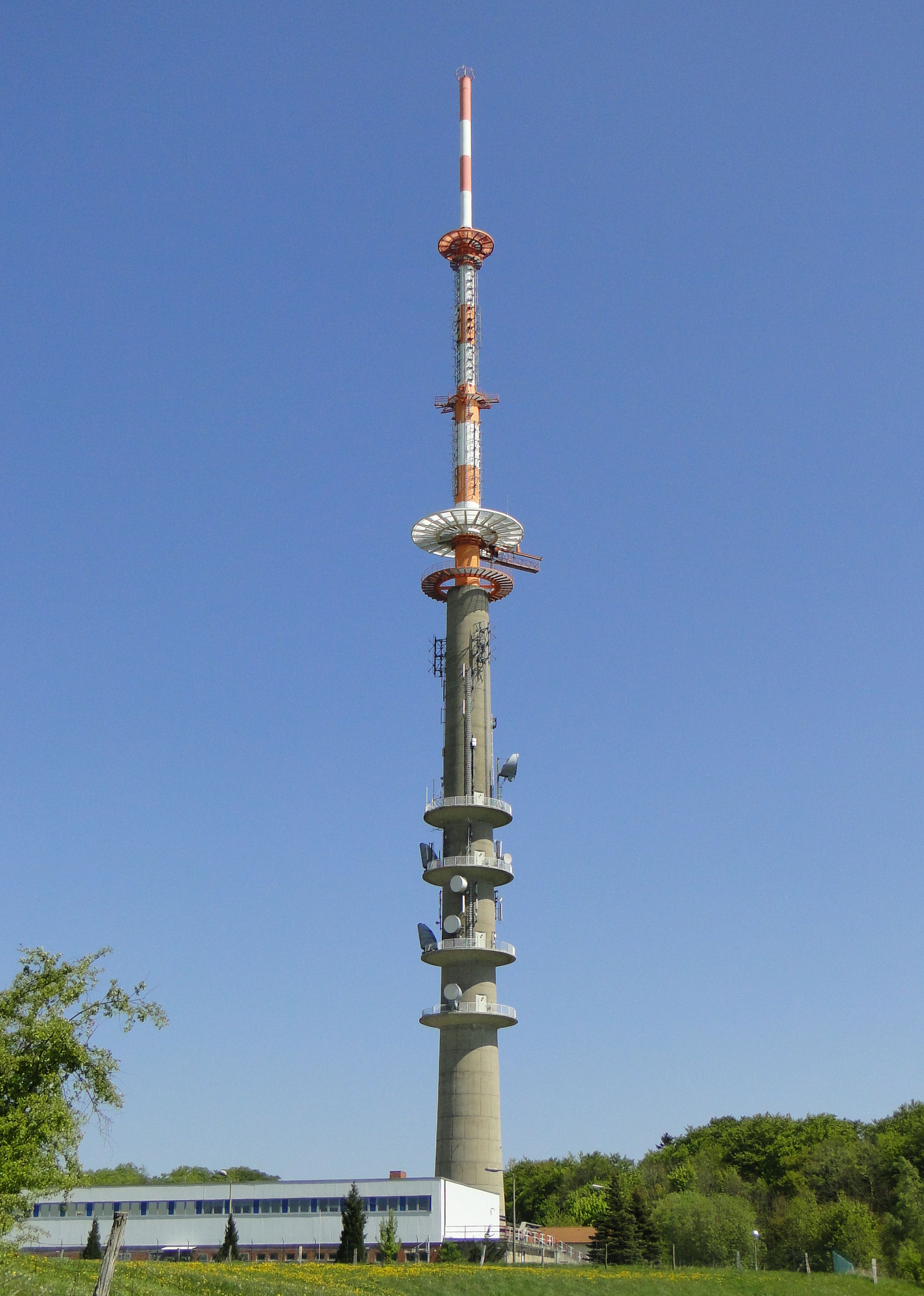
203 m hoher Fernmeldeturm Helpterberg, 1981 errichtet

Am Ende des Zweiten Weltkriegs wurde die Stadt zu 70 % zerstört und in der Folgezeit teilweise wieder aufgebaut. Die Eisenbahnstrecke wurde demontiert und die Gleise als Reparationsleistung in die Sowjetunion gebracht. Entsprechend der Tradition als Mühlenstadt wurde 1969 das Mühlenmuseum eröffnet. Nach der deutschen Wiedervereinigung setzte zunächst ein wirtschaftlicher Niedergang ein. Ab 1991 wurden im Rahmen der Städtebauförderung große Teile des historischen Stadtkerns saniert und kriegsbedingte Baulücken geschlossen. Nach Plänen des Büros Wuttke und Kekeritz (Neumünster) wurde von 1996 bis 1999 der nun sehr große Marktplatz saniert und differenziert durch die mittige, baumumrandete ruhige Zone (statt eines vorgesehenen Gebäudes) und den Stellplatz- und Marktflächen. 1995 nahm eine Ziegelfabrik an einem traditionellen Standort den Betrieb wieder auf. 1997 übernahm die Firma Wienenberger Ziegelindustrie das Woldegker Ziegelwerk und war mit einer Filiale bis 2011 hier tätig.
Woldegk gehörte von 1952 bis 1994 zum Kreis Strasburg (DDR-Bezirk Neubrandenburg / Land Mecklenburg-Vorpommern), ab 1994 zum Landkreis Mecklenburg-Strelitz und liegt seit 2011 im Landkreis Mecklenburgische Seenplatte.

### Geschichte der heutigen Ortsteile
Canzow war ab 1476 als Pfand vorübergehend Teilbesitz des Klosters Himmelpfort. Später bildete sich ein Lehn-Rittergut heraus, welches über Generationen der briefadeligen Familie von Scheve gehörte, die Canzow auch zum Familienfideikommiss bestimmten. Letzter Grundbesitzer war Adolf Friedrich von Scheve-Canzow (1901–1949), verheiratet mit Violet von Abercron. Der Gutsumfang war vor der großen Wirtschaftskrise 434 ha groß. Zuletzt war Canzow ein freies Allodialgut.
Carlslust gehörte nach den überlieferten Landwirtschaftlichen Adressbüchern für Mecklenburg-Strelitz als gutsherrliche Fläche zum Lehngut Mildenitz und wurde durch einen Verwalter geleitet.
Georginau war ein altes Lehngut mit etwas 282 ha Fläche. Es gehörte zum Gutskomplex Göhren.
Göhren entwickelte sich stetig zum Stammsitz eines größeren Gutskomplexes der Grafen von Schwerin. Der Hofmarschall Wilhelm Stanislaus Hermman von Schwerin lebte mit seiner Frau Luise Sartorius von Schwanenfeld auf Göhren. Der nächste Eigentümer seit 1896 ist ihr älterer Sohn Wilhelm Franz Hermann Graf Schwerin. Er begann seine Laufbahn auf der Ritterakademie Brandenburg, wurde Offizier und Vorsitzender des Landeshauptverein für Mecklenburg-Strelitz, heiratete die Witwe Elisabeth Freifrau von dem Knesebeck-Milendonck, geborene Turtschaninoff. Die Familie nannte sich seit Mai 1908 von Schwanenfeld Graf von Schwerin. Von ihm erbte der nachfolgende Botschafter Ulrich Graf von Schwerin die Begüterung, seine Frau war Freda von Bethmann-Hollweg-Runowo (1876–1958). Dann folgte Ulrich Wilhelm Graf Schwerin von Schwanenfeld mit seiner Familie, die seit den 1990er Jahren auch wieder in der Heimat leben.
Helpt wurde erstmals 1298 erwähnt und war lange Zeit Burgstandort mit heute wiederhergestelltem Burghügel. Die Kirche Helpt stammt aus der zweiten Hälfte des 13. Jahrhunderts. Das Gut war im Besitz der Familien Bredow (ab 1455), von Oertzen (ab 1665) von Rhaden (ab 1753), von Dewitz (ab 1782) und von Bodenhausen (ab 1911). Das Gutshaus stammt von 1884. Letzter Gutseigentümer war der Sohn des Kraft von Bodenhausen, Hauptmann Bodo Eberhard von Bodenhausen-Burgkemnitz (1916–1944).
Mildenitz war lange ein Gutsdorf. Es ist auch der Name eines gleichnamigen nicht näher bekannten pommerschen Adelsgeschlechts. Der örtliche und genealogische Zusammenhang ist noch nicht konkret erforscht. Mildenitz war erst im Besitz einer Familie von Blankenburg. Das Gut ging um 1671/1680 bis 1945 im Besitz der Familie von Schwerin war. Es gehörte zur Familienlinie Wolfshagen. Mildenitz wurde des Öfteren als Hauptwohnsitz genutzt. Das klassizistische Gutshaus entstand um 1800. Die Fachwerkkirche stammt aus dem 18. Jahrhundert. Zuletzt betrug die Gutsgröße samt Nebenbesitzungen Carlslust 1334 ha. Davon waren 527 ha Waldflächen. Die Gemarkung Scharnhorst hatte gesondert 65 ha und wurde vom beauftragten Förster mit Sitz in Carlslust betreut. Letzter Gutsherren waren Karl Graf Schwerin-Wolfshagen (1824–1893) als Fideikommissherr und später der Landrat Ludwig Graf Schwerin.
Oertzenhof war Vorwerk und dann Gutsdorf der Oertzen. Oertzenhof kam in den Besitzer der Freiherren von Bodenhausen und war Teil des Gutskomplexes Groß Miltzow. Letzter Eigentümer wurde Kraft Freiherr von Bodenhausen (1905–1945) auf Schloss Burgkemnitz. Im Jahre 1866 entstand der Bahnhof der Bahnstrecke Wittenberge–Strasburg. Ein Kreisbetrieb für Landtechnik war zur DDR-Zeit ansässig.
Pasenow war ein Bauerndorf. Dort bestanden Anfang des 20. Jahrhunderts vierzehn Höfe in der Größe zwischen 18 ha bis 75 ha, teils besaßen Generationen einiger Familien mehrere Höfe. Auch bestanden zwei größere landwirtschaftliche Betriebe, Gut Johannesberg des Joh. Tiedt mit 76 ha sowie Gut Ernstfelde mit 81 ha des Wilh. Schrimpff.
Rehberg: Das Gut war im Besitz der Familien Sonneke (16. Jahrhundert), von Tornow (1718–1741) und danach Domäne. Das eingeschossige Gutshaus aus der Mitte des 19. Jahrhunderts wurde 2000 saniert.
Vorheide wurde als Domäne von Rehberg aus bewirtschaftet. 1778 entstand das Vorwerk, und 1853 wurde es eine eigenständige Domäne. Das ruinöse Gutshaus, für Franz Boldt errichtet, stammt aus dem 19. Jahrhundert.

### Wüstungen
- Rothe Kirche bei Hinrichshagen, Rudimente einer Ortschaft mit einer Kirche[17]

### Eingemeindungen
- Canzow am 1. Juli 1950
- Hildebrandshagen am 1. Januar 1973[18]
- Bredenfelde, Grauenhagen, Hinrichshagen und Rehberg am 13. Juni 1999[19]
- Göhren am 1. Januar 2002[20]
- Helpt am 25. Mai 2014,[21]
- Mildenitz am 1. Januar 2015[22]
- Petersdorf am 26. Mai 2019[23]

## Bevölkerung
| Jahr | Einwohner |
| ---- | --------- |
| 1990 | 3681      |
| 1995 | 3389      |
| 2000 | 4222      |
| 2005 | 4104      |
| 2010 | 3764      |
| 2015 | 4416      |

| Jahr | Einwohner |
| ---- | --------- |
| 2020 | 4308      |
| 2021 | 4241      |
| 2022 | 4196      |
| 2023 | 4209      |

Stand: 31. Dezember des jeweiligen Jahres

## Politik

### Stadtvertretung
Die Stadtvertretung von Woldegk besteht aus 12 Mitgliedern. Die Kommunalwahl am 9. Juni 2024 führte bei einer Wahlbeteiligung von 68,0 % zu folgendem Ergebnis:
| Partei / Wählergruppe            | Stimmenanteil 2019 | Sitze 2019 |  | Stimmenanteil 2024 | Sitze 2024 |
| -------------------------------- | ------------------ | ---------- |  | ------------------ | ---------- |
| Bürger für Woldegk (BfW)         | 28,2 %             | 4          |  | 41,0 %             | 6          |
| Offene Liste Woldegk (OLW)       | –                  | –          |  | 37,2 %             | 5          |
| AfD                              | 09,8 %             | 1          |  | 18,9 %             | 1          |
| Einzelbewerber Burghardt Sündram | –                  | –          |  | 02,9 %             | –          |
| CDU                              | 36,3 %             | 6          |  | –                  | –          |
| SPD                              | 25,7 %             | 4          |  | –                  | –          |
| Insgesamt                        | 100 %              | 15         |  | 100 %              | 12         |

Bei der Wahl 2024 entfielen auf die AfD drei Sitze. Da sie nur einen Kandidaten aufgestellt hatte, bleiben in der Stadtvertretung zwei Sitze unbesetzt.

### Bürgermeister
- 2004–2024: Ernst-Jürgen Lode
- seit 2024: Tony Hyna (parteilos)

Bei der Bürgermeisterstichwahl am 23. Juni 2024 wurde Tony Hyna mit 50,6 % der gültigen Stimmen zum Nachfolger Lodes gewählt. Seine Amtsdauer beträgt fünf Jahre.

### Wappen
| Wappen der Stadt Woldegk | Blasonierung: „In Silber eine ausgerissene grüne Eiche mit acht Früchten; zwischen den Zweigen ein golden bewehrter roter Adler.“ |
| Wappen der Stadt Woldegk | Wappenbegründung: Das Wappen ist nach dem großen Stadtsiegel – als Abdruck 1307 bruchstückhaft überliefert – gestaltet worden. Die Eiche als redendes Zeichen stellt den bildlichen Bezug zum niederdeutschen Ortsnamen Woldeggke (= Waldecke) her, verweist der rote Adler, das Herrschaftssymbol der askanischen Markgrafen von Brandenburg, auf die Stadtgründer und Stadtherren bis um 1300. Das Wappen wurde vor 1978 neu gezeichnet und unter der Nr. 73 der Wappenrolle des Landes Mecklenburg-Vorpommern registriert. |

Historisches Wappen
| Wappen der Stadt Woldegk 1940–1945 | Blasonierung: „In Silber eine ausgerissene grüne Eiche mit vier Früchten, zwischen den Zweigen ein roter Adler.“ |
| Wappen der Stadt Woldegk 1940–1945 | Wappenbegründung: Das Wappen unterschied sich nicht wesentlich von dem heute verwendeten; es verlor schon bald nach dem Ende des II. Weltkrieges seine Gültigkeit. Das Wappen wurde vom Heraldiker Hans Herbert Schweitzer gestaltet und am 14. September 1940 durch den Reichsstatthalter in Mecklenburg verliehen. |

### Flagge
Die Flagge wurde von dem Woldegker Hans-Ullrich Hoffmann gestaltet und am 11. Mai 2000 durch das Ministerium des Innern genehmigt.
Die Flagge ist quer zur Längsachse des Flaggentuchs grün-weiß-grün (1:2:1) gestreift. Der weiße Streifen ist in der Mitte mit den Figuren des Stadtwappens belegt: mit einer ausgerissenen grünen Eiche nebst acht Früchten; zwischen den Zweigen mit einem gelb bewehrten roten Adler. Die Figuren nehmen insgesamt zwei Drittel der Höhe und ein Drittel der Länge des Flaggentuchs ein. Die Höhe des Flaggentuchs verhält sich zur Länge wie 3:5.

### Dienstsiegel
Das Dienstsiegel zeigt das Wappen der Stadt mit der Umschrift WINDMÜHLENSTADT WOLDEGK.

## Sehenswürdigkeiten

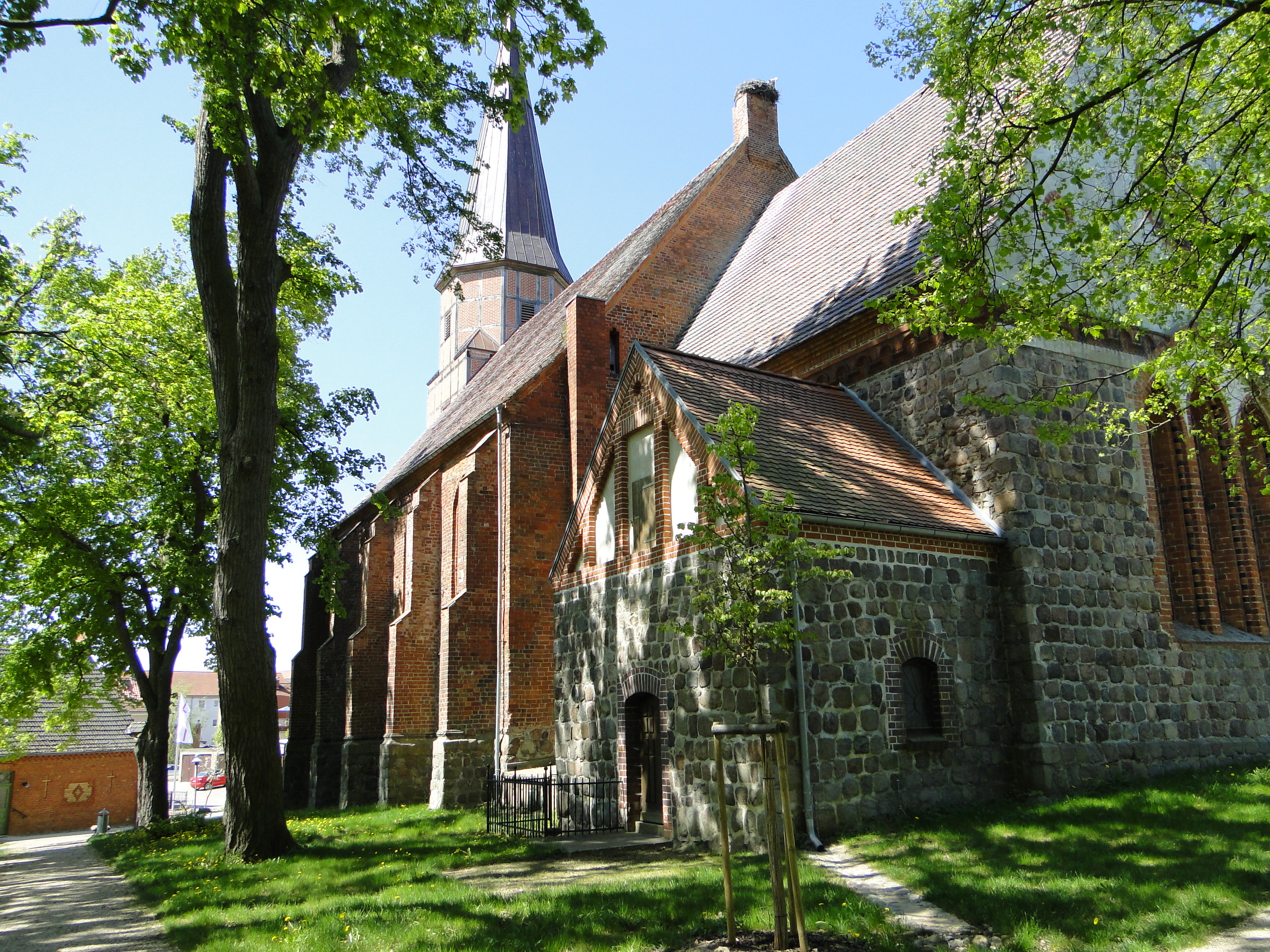
Stadtkirche St. Petri Woldegk

→ Siehe auch Liste der Baudenkmale in Woldegk

### Bauwerke
Woldegk
- Stadtkirche St. Petri von um 1250: erhalten sind Chor, Sakristei sowie Turmunterbau aus Feldsteinen. Das dreischiffige Langhaus vom 15./16. Jahrhundert aus Backstein wurde 1945 zerstört und bis 1957 vereinfacht wieder aufgebaut. Der Fachwerkoberteil des Turms wurde 2006/2007 rekonstruiert.
- Stadtmauer Woldegk aus Feldsteinen vom im 13/14. Jahrhundert, auf einer Länge von ca. 700 Meter erhalten. Sie kann auf der Innenseite begangen werden. Außen ist streckenweise ein breiter Graben vorhanden.
- Die Windmühlen sind für Touristen sehr interessant. Alle sind gut erhalten. Drei stehen relativ eng beieinander. In diesem Ensemble befindet sich das Mühlenmuseum. Zwei weitere Mühlen sind innerhalb des Ortes zu finden.

Ortsteile
- Dorfkirche in Bredenfelde, Feldsteinbau aus dem späten 13. Jh. mit Backsteinturm von 1864
- Dorfkirche in Canzow, 1888 und 1893, neugotischer Backsteinbau
- Dorfkirche in Göhren (BILDER), rechteckiger Feldsteinsaal, Südportal und Bögen um Südfenster gotischer Backstein; andere Backsteinteile Ende 19. Jh.
- Kapelle in Grauenhagen als Putzbau
- Dorfkirche in Helpt, 2. Hälfte 13. Jh., Feldsteinbau mit Chorfenstern aus Backstein
- Dorfkirche in Hildebrandshagen, 1580, Fachwerkbau
- Dorfkirche in Hinrichshagen (BILDER), 14. Jh., Feldsteinbau mit Backsteingiebel und Fachwerkturm
- Kirchenruine im Hinrichshagener Forst
- Dorfkirche in Mildenitz, 18. Jh., Fachwerkbau
- Gutshaus (Herrenhaus) Mildenitz von um 1800 und 1850
- Dorfkirche in Pasenow (BILDER), 1476 geweiht, Findlingsmauerwerk mit etwas spätgotischem Backsteindekor
- Dorfkirche in Rehberg, 1737, Fachwerkbau
- Gutsanlagen in Bredenfelde (1855), Georginenau, Göhren, Grauenhagen, Helpt, Hildebrandshagen und Vorheide.

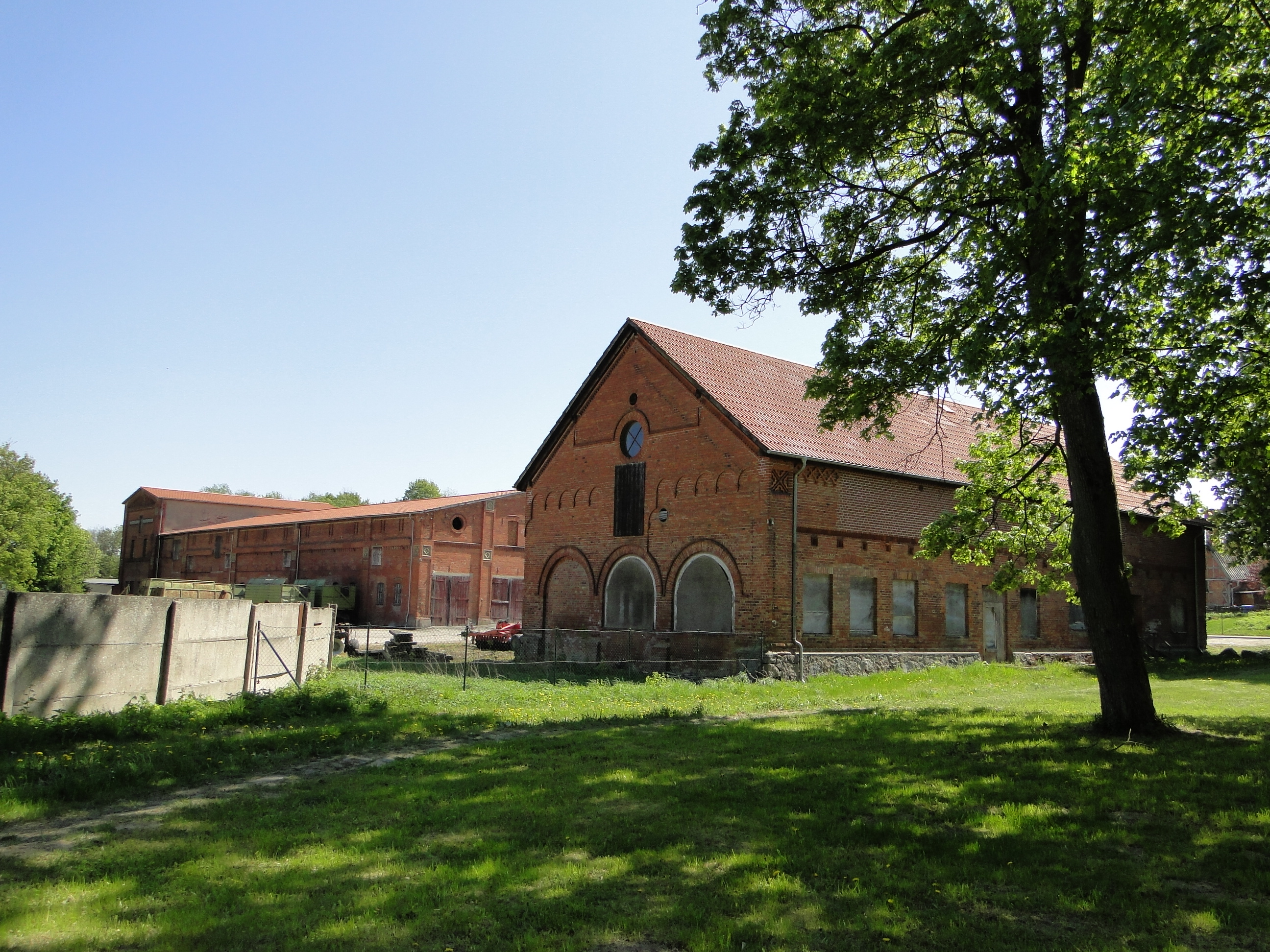
Gutsanlage in Göhren
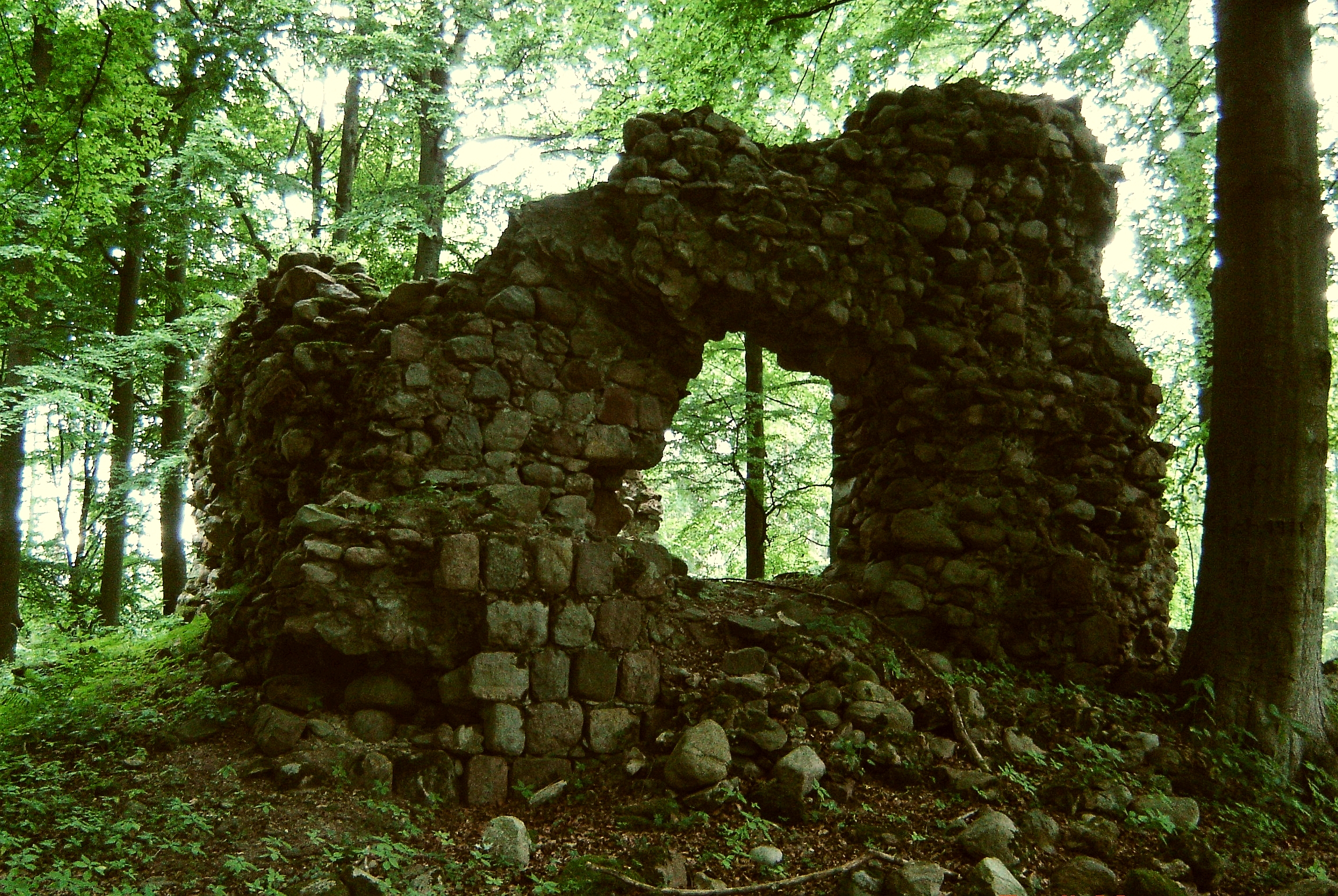
Rothe Kirche, Ruine im Hinrichshagener Forst
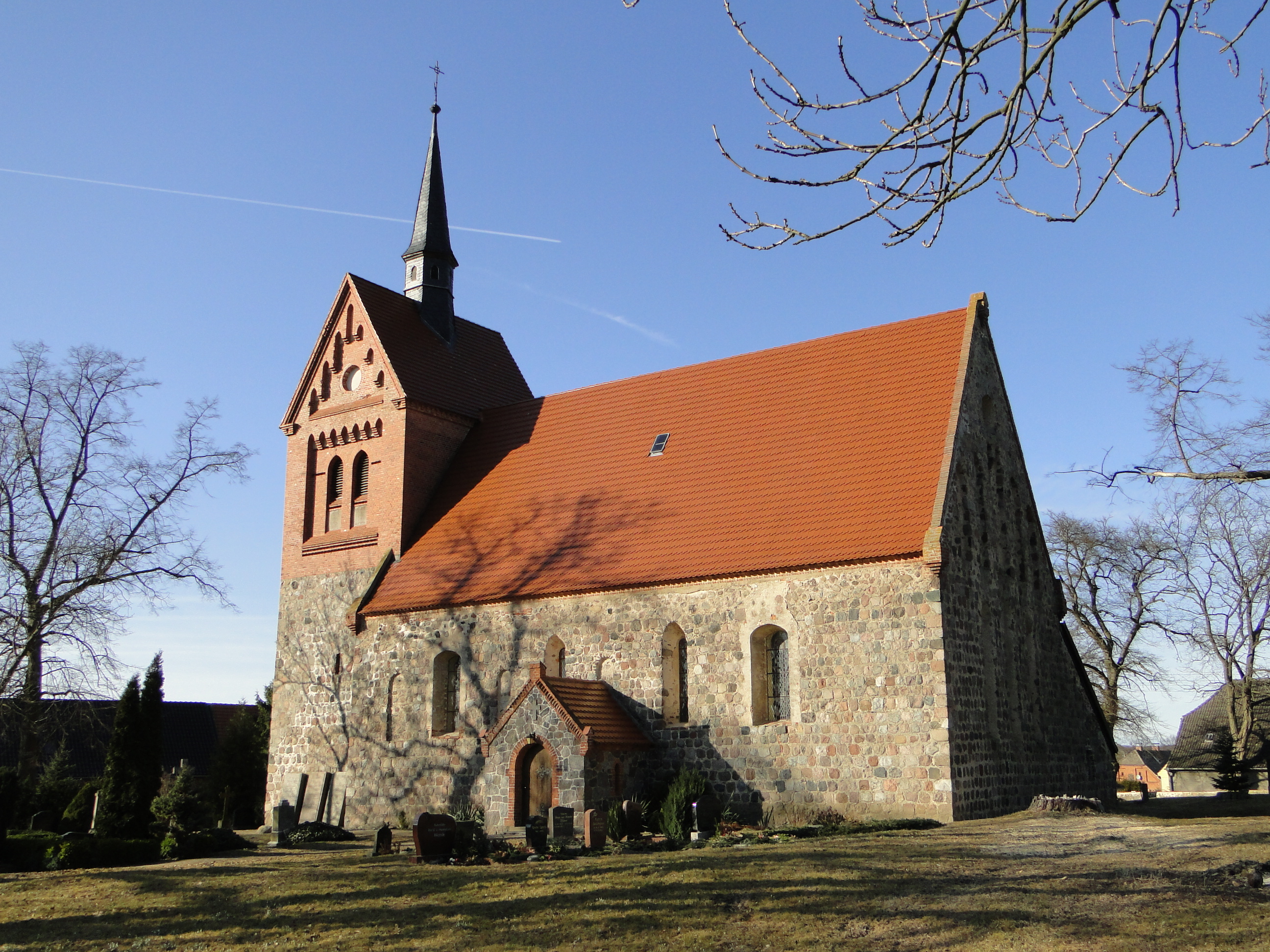
Bredenfelde, Kirche
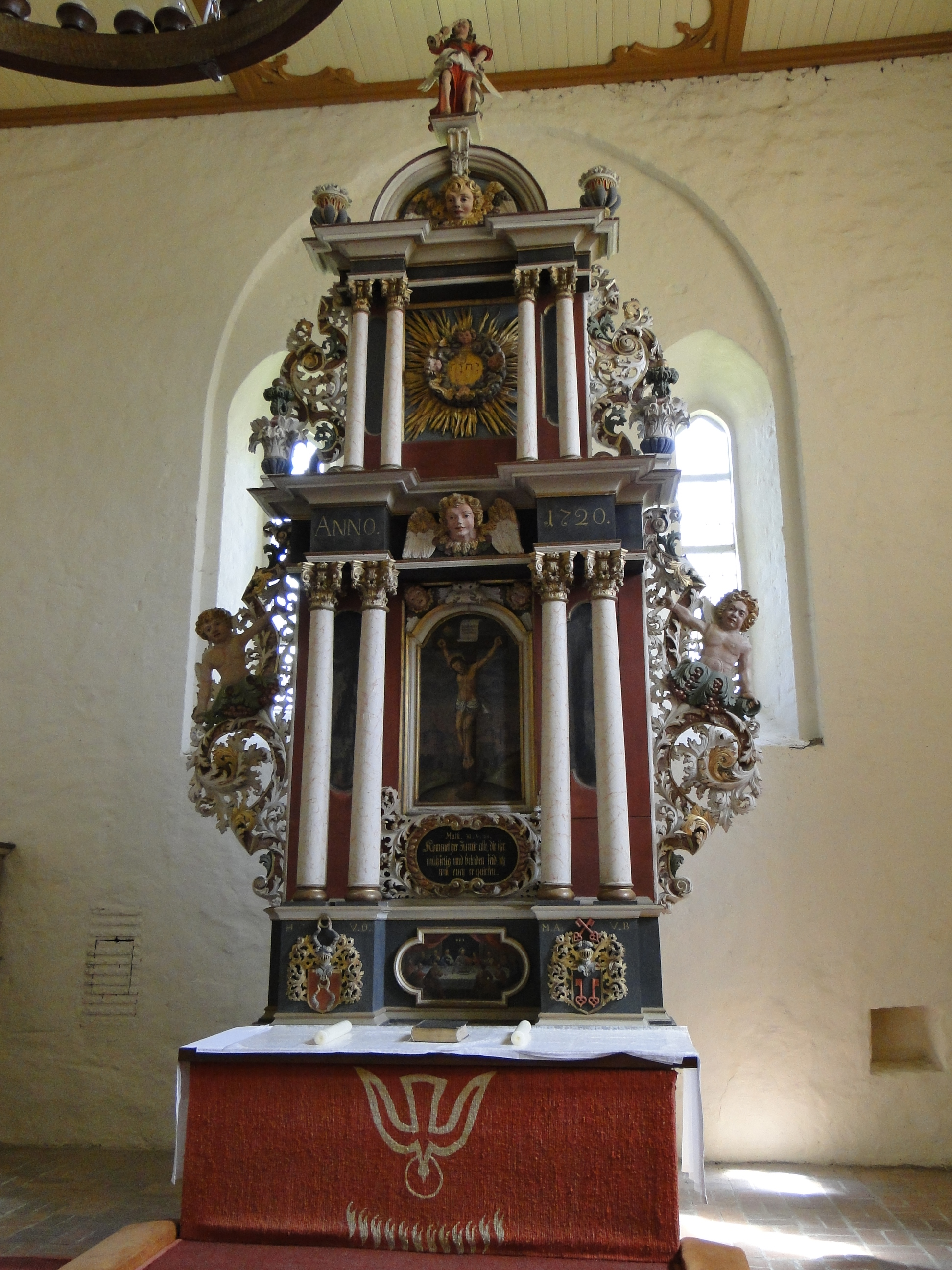
Helpt, Barocker Altar in der Kirche
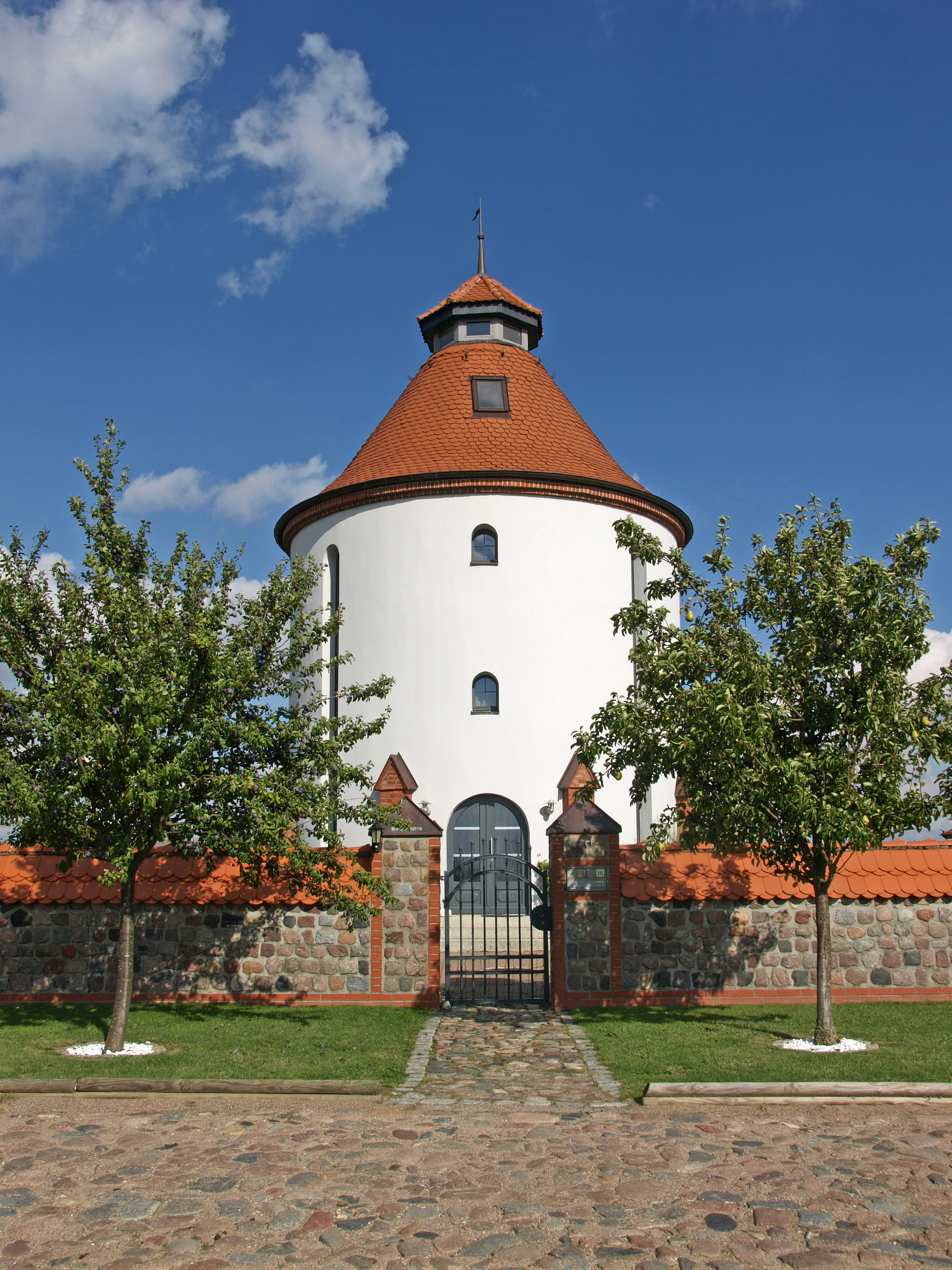
Woldegk, Wasserturm
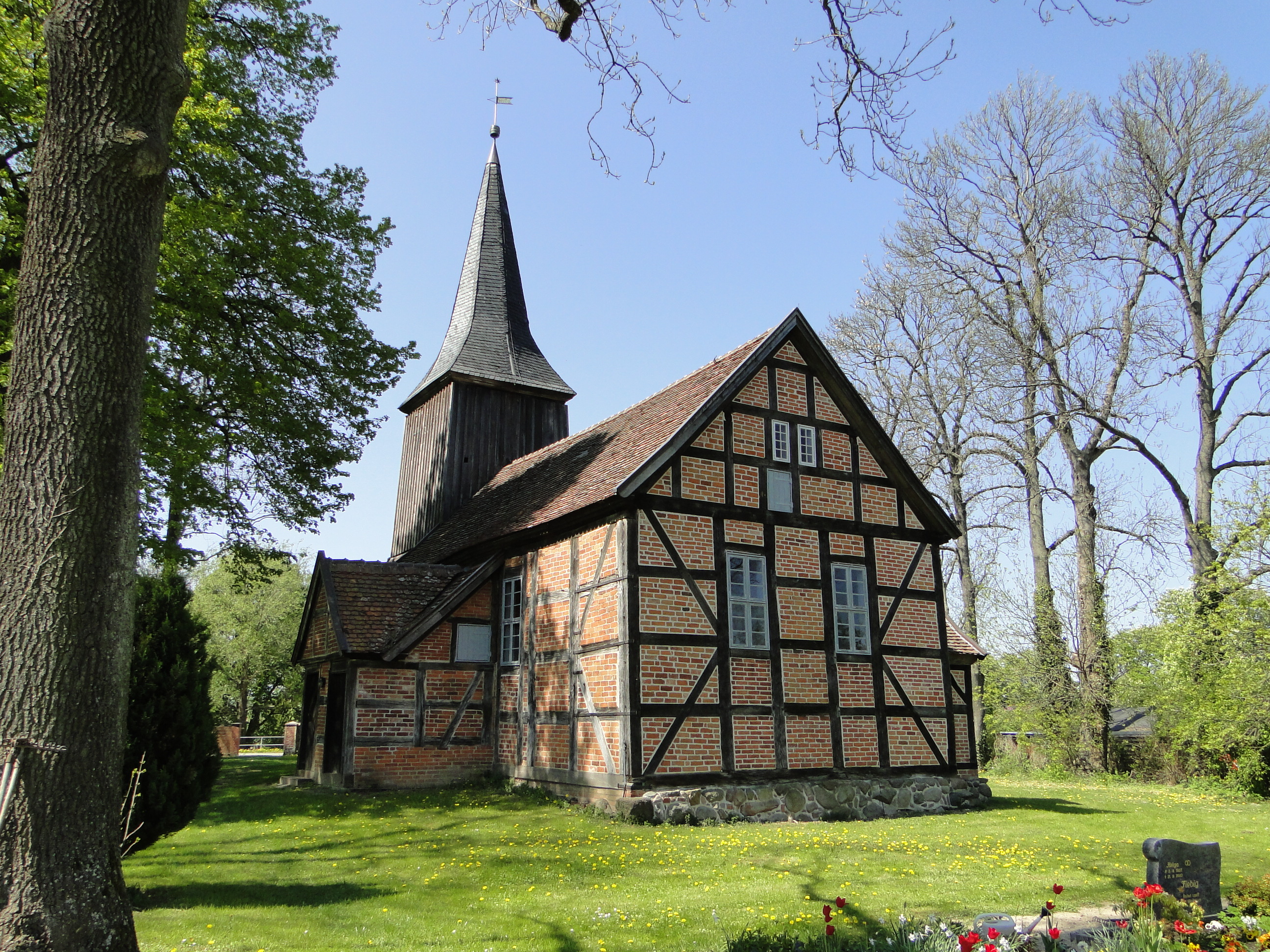
Mildenitz, Kirche
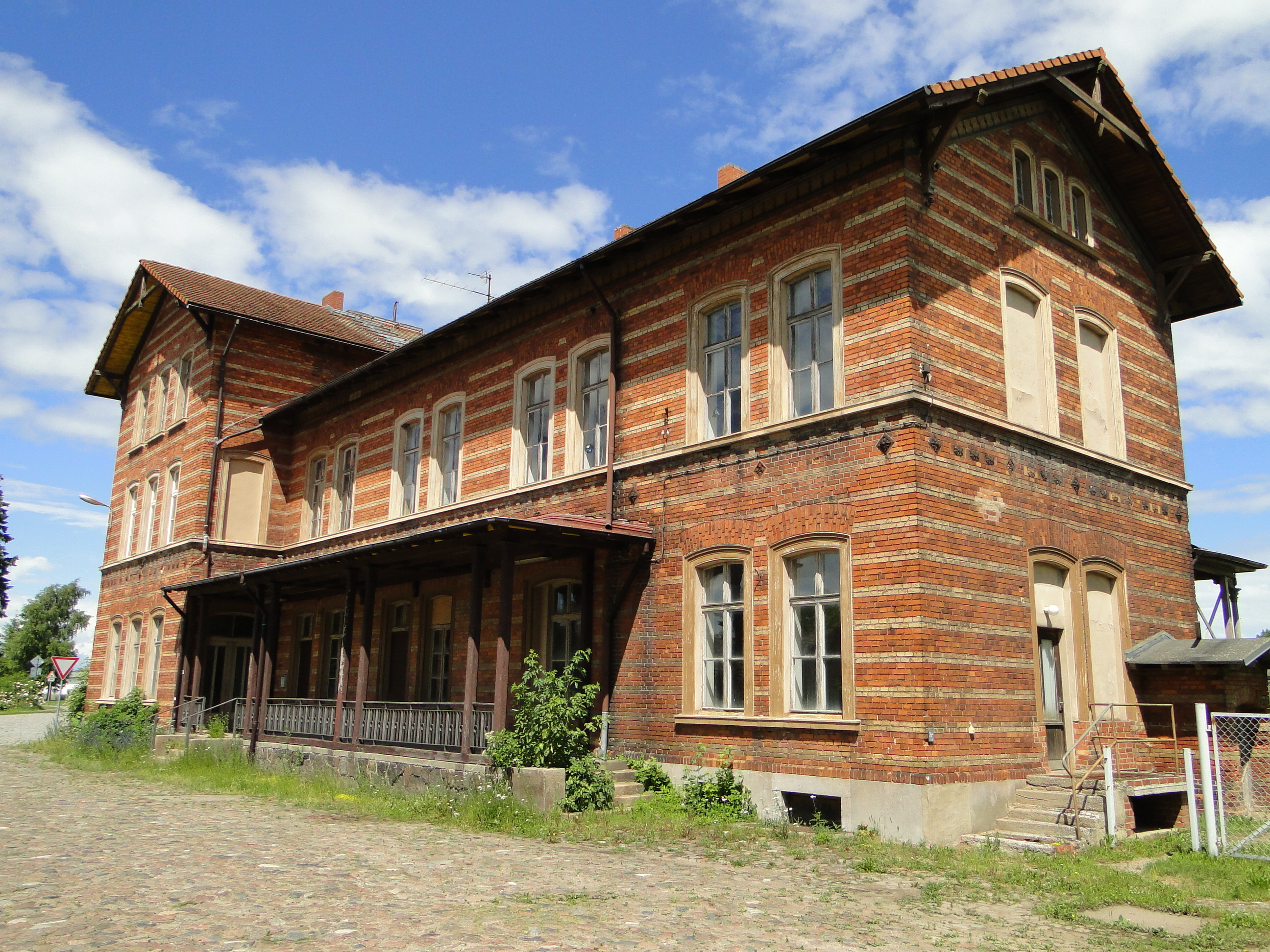
Oertzenhof, Bahnhof

#### Mühlen in Woldegk
Von den fünf Woldegker Mühlen und einer Ruine wurden die Museumsmühle und die Ehlertsche Mühle 1993 umfassend saniert. 1994 wurde der Mühlendamm neu gebaut.
- Buddesche Windmühle von um 1883 als Museumsmühle
- Windmühle und Mühlencafé von 1859 bzw. 1988
- Ehlertsche Mühle von 1886 als technisches Denkmal
- Fröhlckesche Mühle von 1888 auch Seemühle
- Gotthunskampmühle von 1895, auch Gotteskampmühle bzw. Töpfermühle
- sowie Ruine Kreienbringsche Mühle

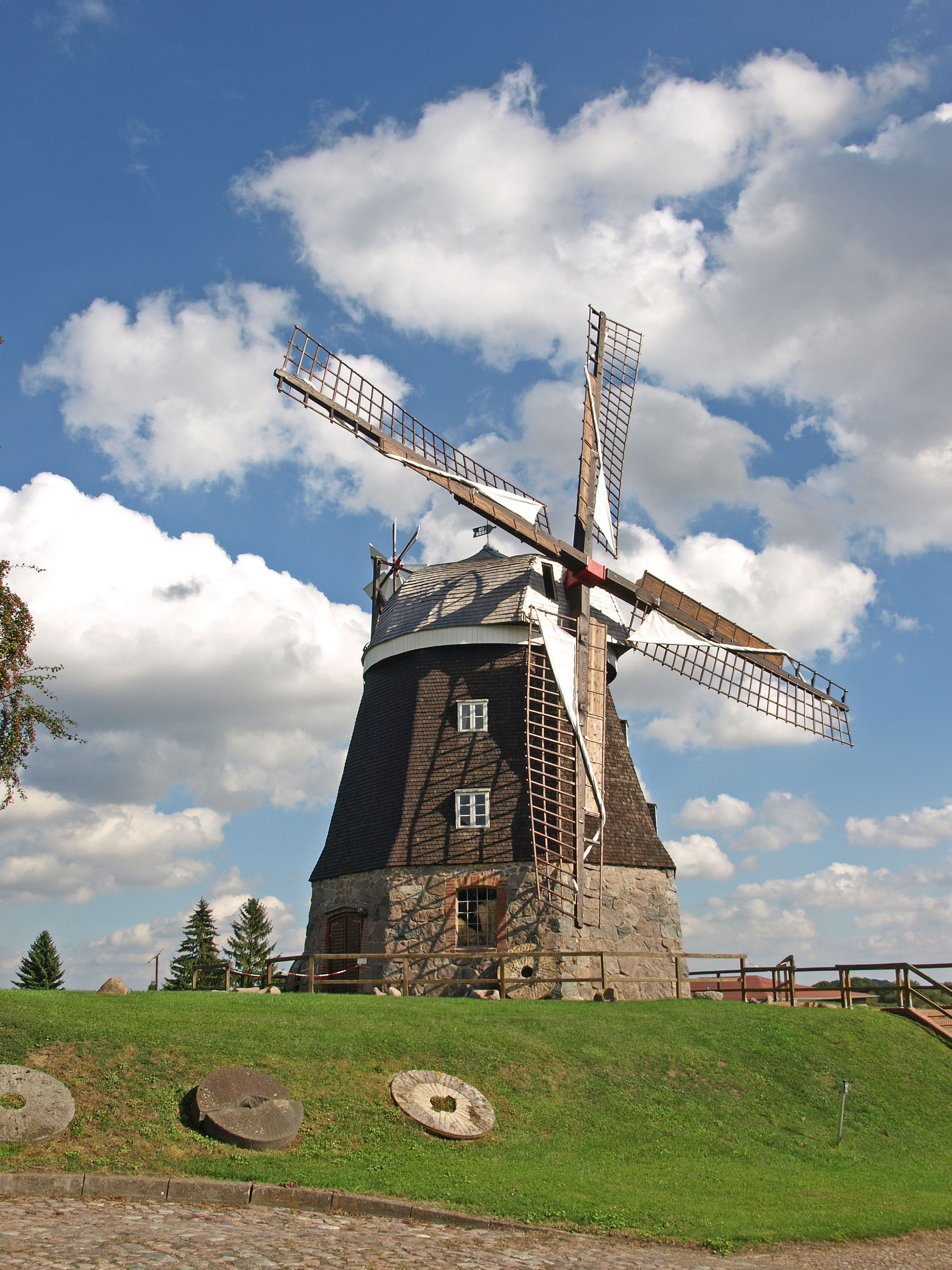
Museumsmühle Woldegk (Erdholländer)
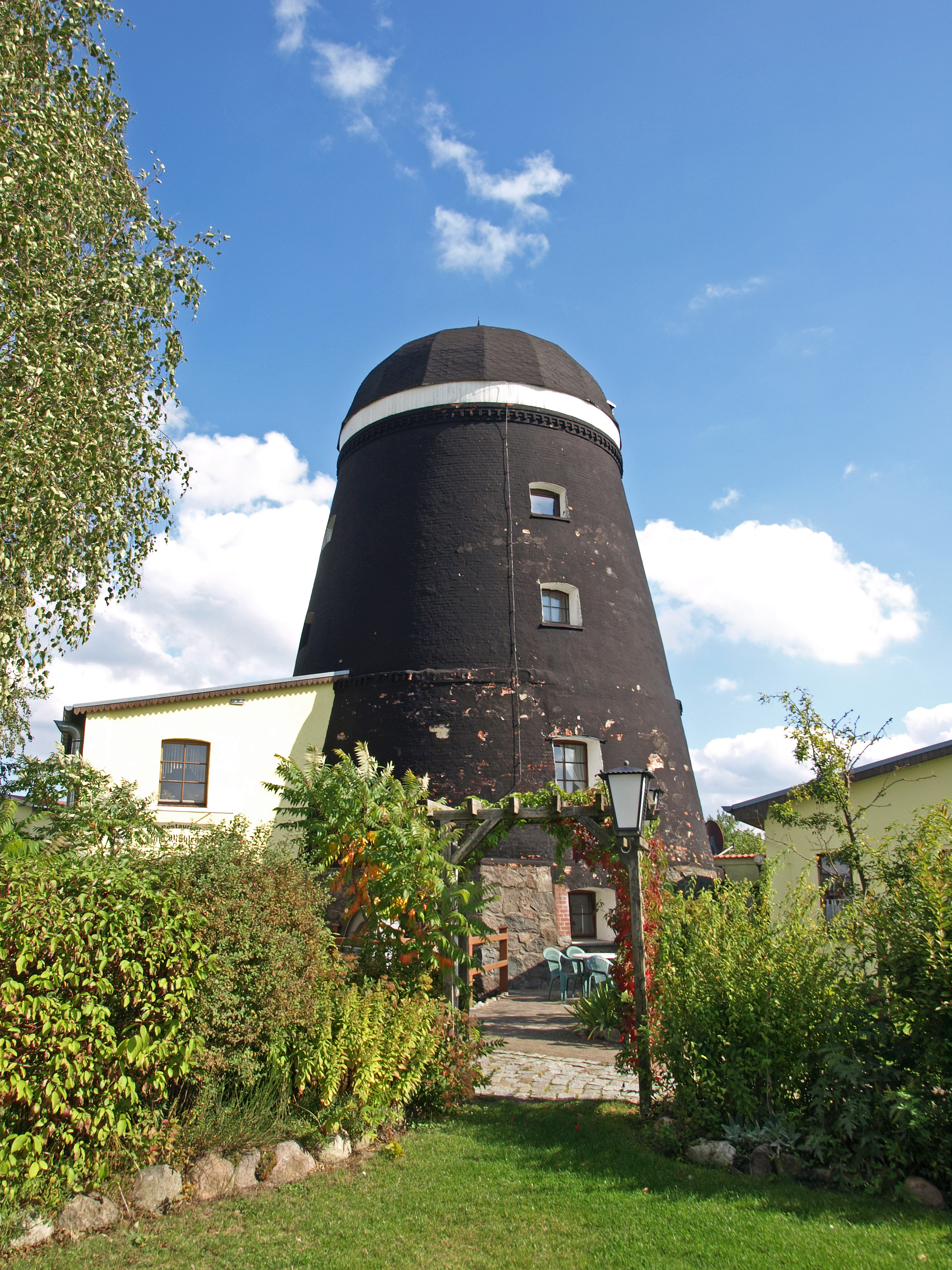
Windmühle und Mühlencafé
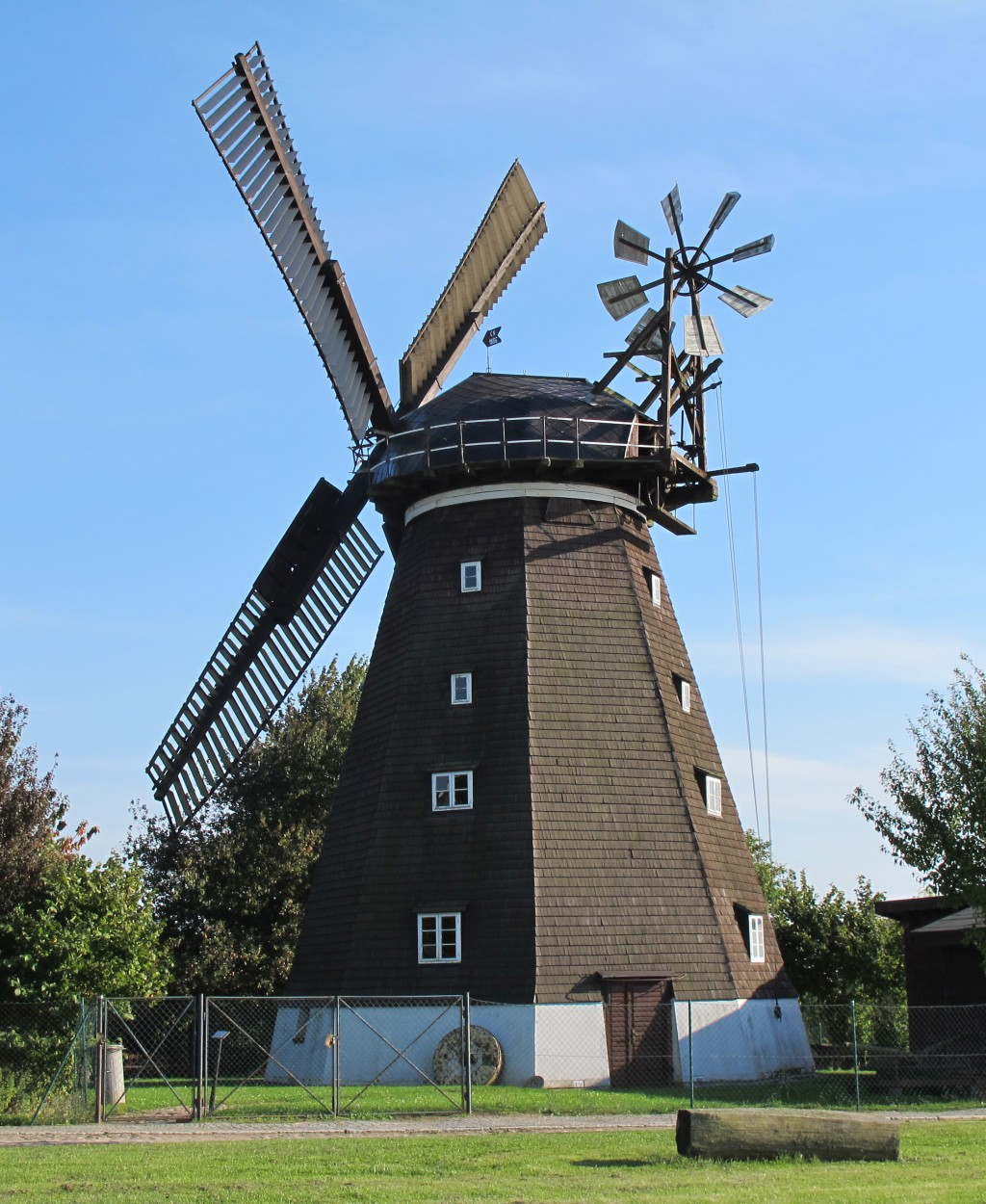
Ehlertsche Mühle
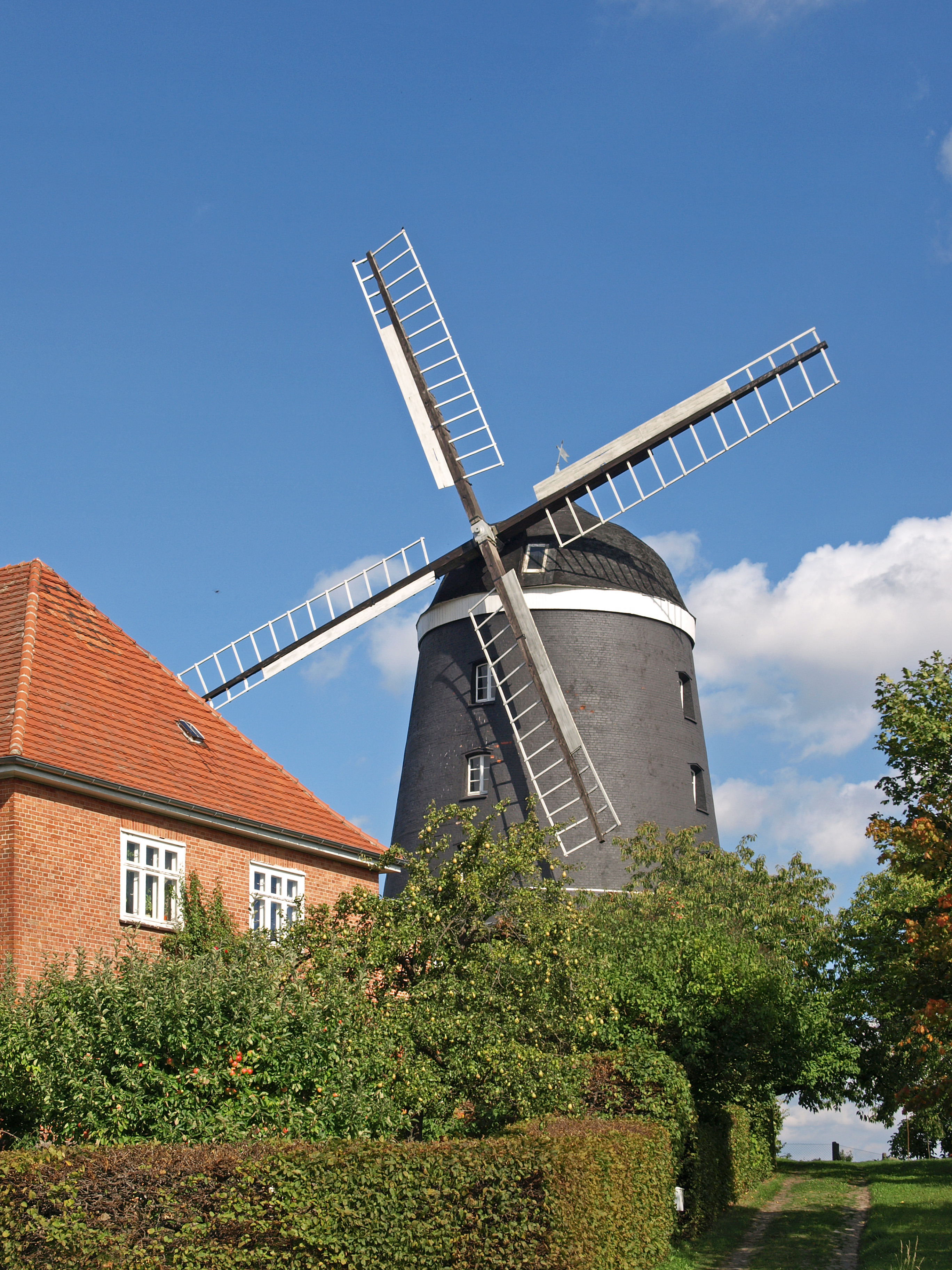
Fröhlckesche Mühle (Seemühle)
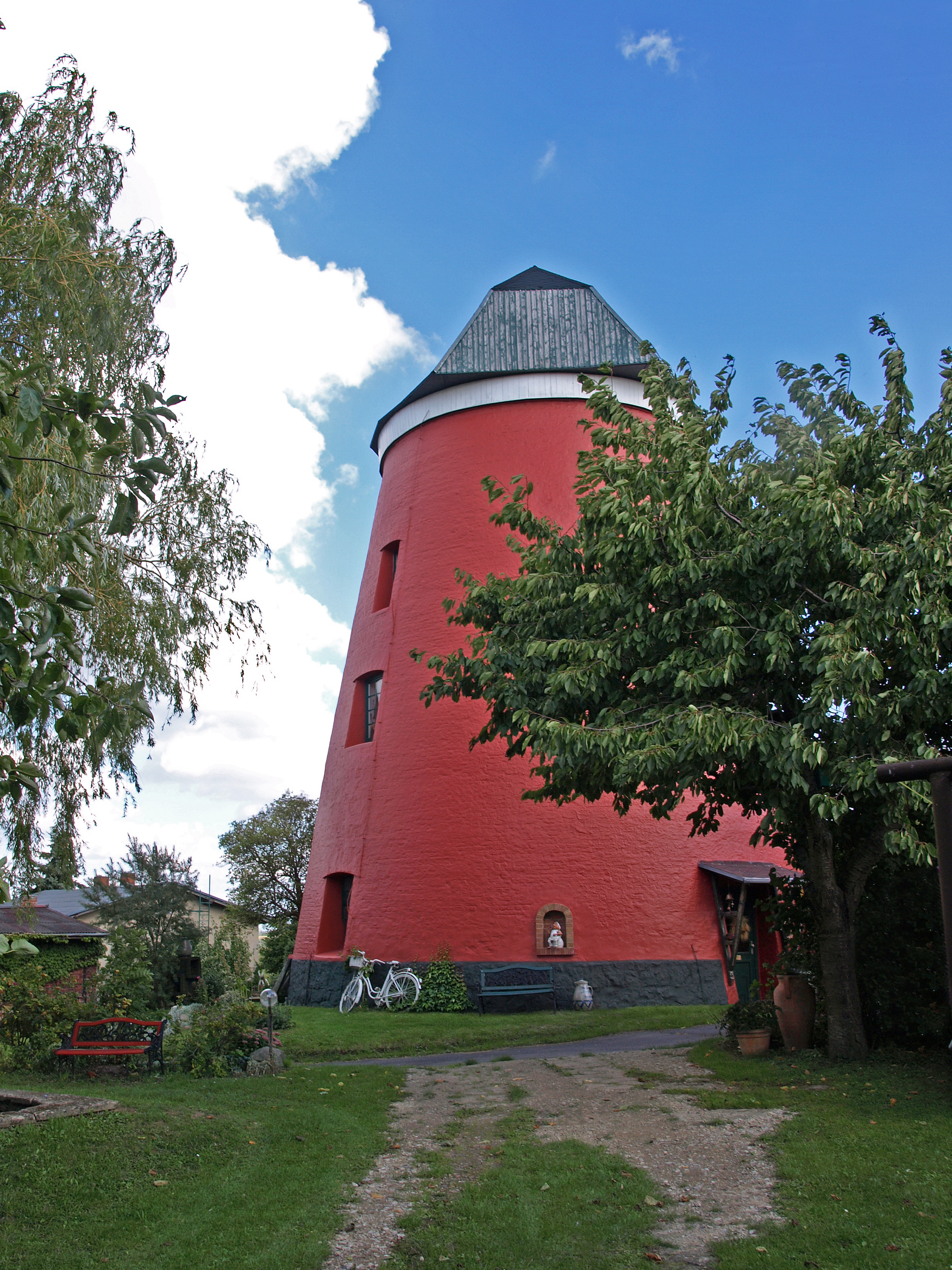
Gotthunskampmühle
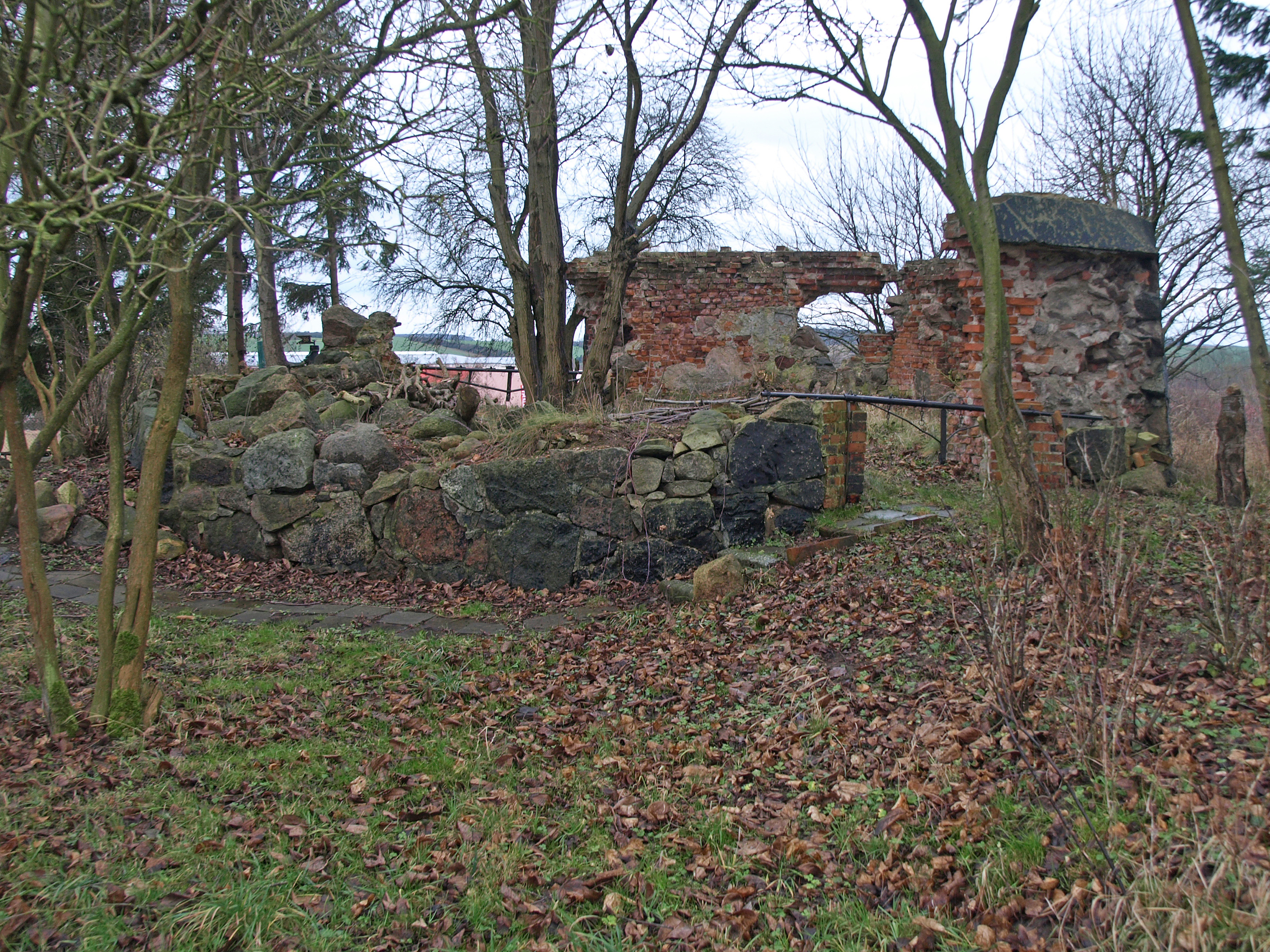
Kreienbringsche Mühle (Ruine)

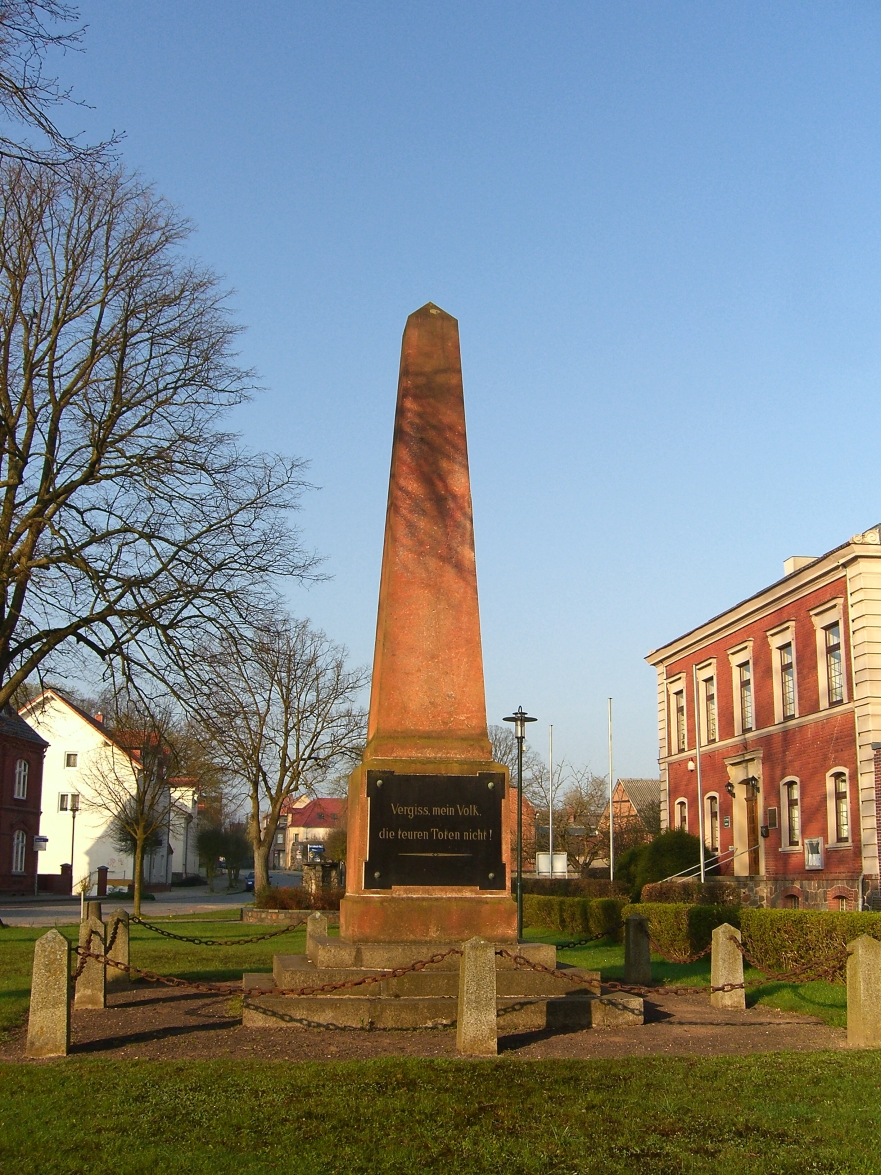
Kriegerdenkmal 1870/71

### Geschichtsdenkmale
Göhren
- Gedenktafel von 1987 in der Kirche für den Widerstandskämpfer Ulrich-Wilhelm Graf Schwerin von Schwanenfeld als Beteiligten des Attentats vom 20. Juli 1944 auf Hitler, der 1944 in Berlin-Plötzensee hingerichtet wurde.
- Gedenkstein im Schlosspark an Ulrich-Wilhelm Graf Schwerin von Schwanenfeld

Woldegk
- Denkmal für die Gefallenen von 1870/71
- Ehrenhain mit Denkmal für die Gefallenen des Ersten und Zweiten Weltkriegs
- Denkmal von 1951 in der Neutorstraße für die Opfer des Faschismus
- Soldatengräber auf dem Friedhof von Woldegk (vier unbekannte deutsche Soldaten – gefallen 1945)

## Wirtschaft und Infrastruktur
Woldegk ist der Sitz der Rinderallianz, einem Unternehmen in der Rinderzucht mit den Schwerpunkten Spermaproduktion und -verkauf, Besamungsservice, Zucht-, Nutz- und Schlachtviehvermarktung.

### Verkehr

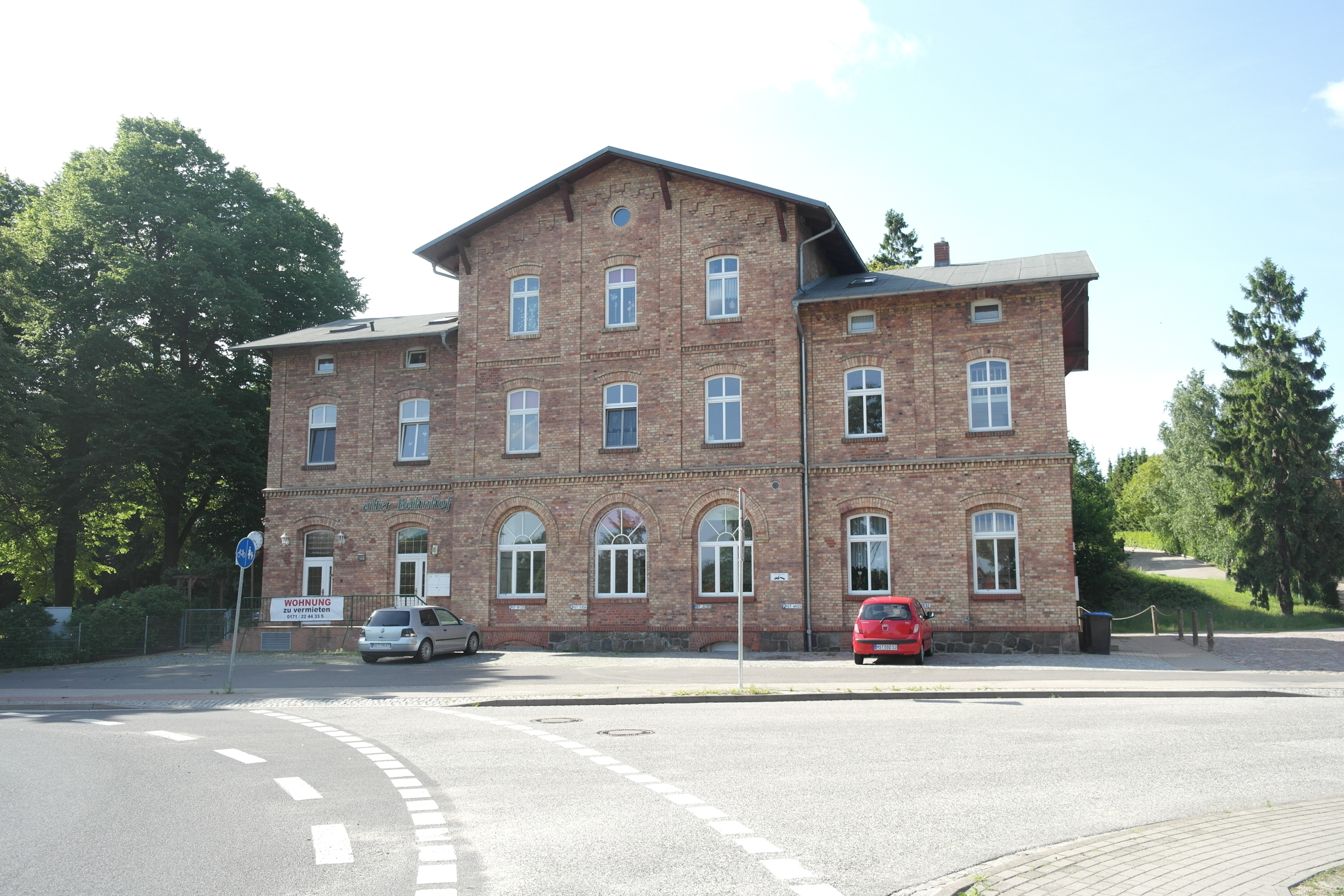
Bahnhof Woldegk

In Woldegk kreuzen sich die Bundesstraßen 104 (Neubrandenburg – Stettin) und 198 (Neustrelitz – Prenzlau). Die nächstgelegene Autobahnanschlussstelle ist Friedland i.M. an der A 20 (Neubrandenburg–Dreieck Uckermark).
Der Haltepunkt Oertzenhof im Ortsteil von Woldegk (etwa 8 km vom Stadtzentrum entfernt) liegt an der Bahnstrecke Bützow–Szczecin. Dort halten Züge der Regional-Express-Linie RE 4 (Lübeck–Szczecin). Der alte, umgebaute Bahnhof Woldegk befand sich an der Bahnstrecke Wittenberge–Strasburg, dessen Abschnitt Thurow–Strasburg nach dem Zweiten Weltkrieg als Reparationsleistung an die Sowjetunion abgebaut wurde.

### Allgemein
- Amt Woldegk, Karl-Liebknecht-Platz 1
- Freiwillige Feuerwehr Woldegk
- Mühlenmuseum Woldegk, Mühlendamm

### Bildung
- Regionale Schule mit Grundschule Wilhelm Höcker, Wollweberstraße 27

### Soziales
- 5 Kitas
- JUH-Jugendzentrum Woldegk
- Senioren: Betreutes Wohnen Kronenstr. 2; Senioren- und Pflegeheim Klosterstr. 20; Pflegeheim Mildenitz

### Kirchen
- Evangelisch-Luth.
  - St. Petri (Woldegk) (13./15./21. Jh.)
  - Dorfkirche Bredenfelde (13. Jh.)
  - Dorfkirche Canzow (19. Jh.)
  - Dorfkirche Carwitz (18. Jh.)
  - Dorfkirche Göhren (15./19. Jh.)
  - Dorfkirche Kreckow (14. Jh.)
  - Dorfkirche Mildenitz (18. Jh.)
  - Dorfkirche Pasenow (15. Jh.)
- Maria Mutter des Herrn, katholisch (2001)

### Sportstätten
- Woldegk: Sporthalle Gotteskamp, Sportplatz
- Sporthalle Bredenfelde

## Persönlichkeiten der Stadt und ihrer heutigen Ortsteile

### Söhne und Töchter
Göhren
- Wilhelm von Brockhausen (1773–1858), preußischer General
- Ulrich Graf von Schwerin (1864–1930 in Dresden), Diplomat
- Wilhelm Graf Schwerin von Schwanenfeld (* 1929), Präsident der Johanniter-Unfall-Hilfe
- Detlef Graf von Schwerin (* 1944), Historiker und Polizeipräsident

Hildebrandshagen
- Otto von Blanckenburg (1535–1605), Komtur der Deutschordenskommende Langeln in der Ballei Sachsen

Hinrichshagen
- Gerhard Friedrich Kegebein (1773–1813), Dichter und Original in der Reuter-Humoreske Dörchläuchting
- Rudolf Doehn (1821–1895), Schriftsteller und USA-Politiker
- Kurt Freiherr von Hammerstein-Equord (1878–1943), General und Mitglied des militärischen Widerstands gegen Hitler
- Hans Rüdiger (1878–1947), evangelisch-lutherischer Geistlicher und Autor von geistlichen Spielen

Woldegk
- Johann Gottfried Rosenberg (1709–1776), Architekt
- Juliusz Kolberg (1776–1831), Professor für Geodäsie an der Warschauer Universität
- Albert Reinhold (1805–1850), Dichter
- Werner Reinhold (1806–1863), Philologe und Schriftsteller
- Carl Marung (1813–1890), Arzt, Mitglied der Mecklenburgischen Abgeordnetenversammlung
- Max Marung (1839–1897), Arzt
- Franz Schütt (1859–1921), Botaniker und Hochschullehrer
- August Becker (1869–1944), Politiker (SPD)
- Walther Gothan (1879–1954), Geologe und Paläobotaniker
- Margarethe Lachmund (1896–1985), Quäkerin, Widerstandskämpferin und Friedensaktivistin
- Hanna Wolf (* 1936), Politikerin (SPD)
- Meinhard Uentz (1938–2021), Fußballspieler
- Rüdiger Messal (* 1952), politischer Beamter
- Roland Gehrke (* 1954), Ringer
- Karina Dörk (* 1964), Politikerin (CDU)
- Wolfram Meyerhöfer (* 1970), Mathematikdidaktiker und Hochschullehrer

### Sonstige Persönlichkeiten
Canzow
- Adolph Friedrich von Scheve (1752–1837), deutscher Jurist
- Adolph Ludwig Karl von Scheve (1758–1831), mecklenburg-strelitzischer Kammerpräsident

Göhren
- Ulrich Wilhelm Graf Schwerin von Schwanenfeld (1902–1944), Mitglied des militärischen Widerstandes gegen Hitler

Hinrichshagen
- Philipp Wilhelm Prozell (1792–1888), Pastor in Hinrichshagen 1834–1876 und Meteorologe
- Minna Rüdiger (1841–1920), überregional bekannte Schriftstellerin und Frau des 1895 verstorbenen Pastors

Woldegk
- Daniel Runge (1804–1864), Theologe, Pastor, Mitglied der mecklenburgischen Abgeordnetenversammlung
- Adolph Runge (1816–1862), Mediziner, Abgeordneter des Vorparlaments
- Friedrich Ludwig Reinhold (1766–1832), Pastor und Pädagoge